# Liste der Großsteingräber in Schleswig-Holstein
Die Liste der Großsteingräber in Schleswig-Holstein umfasst alle bekannten Großsteingräber auf dem Gebiet des heutigen Bundeslandes Schleswig-Holstein.

## Liste der Gräber
- Spr.: Nennt (falls vorhanden) die Nummer des Grabes im Referenzwerk Atlas der Megalithgräber Deutschlands von Ernst Sprockhoff
- LA: Nennt die Nummer des Grabes im zentralen Register der archäologischen Landesaufnahme Schleswig-Holsteins (nach Gemeinden geordnet)
- Grab: Nennt die Bezeichnung des Grabes sowie gebräuchliche Alternativbezeichnungen
- Ort: Nennt die Gemeinde und ggf. den Ortsteil, in dem sich das Grab befindet.
- Kreis: Nennt den Kreis, dem die Gemeinde angehört. Die Lage auf einer Insel wird zusätzlich vermerkt. FL: Flensburg (kreisfreie Stadt); HEI: Kreis Dithmarschen; HL: Lübeck (kreisfreie Stadt); IZ: Kreis Steinburg; NF: Kreis Nordfriesland; OD: Kreis Stormarn; OH: Kreis Ostholstein; PLÖ: Kreis Plön; RD: Kreis Rendsburg-Eckernförde; RZ: Kreis Herzogtum Lauenburg; SE: Kreis Segeberg; SL: Kreis Schleswig-Flensburg
- Typ: Unterscheidung verschiedener Grabtypen
  - Urdolmen: kleine quadratische oder rechteckige Grabkammer mit vier Wandsteien und einem Deckstein, mit oder ohne Zugang
  - Erweiterter Dolmen: rechteckige Grabkammer mit mindestens vier Wandsteinen an den Langseiten, zwei Decksteinen und Zugang an einer Schmalseite
  - Großdolmen: rechteckige Grabkammer mit mindestens sechs Wandsteinen an den Langseiten, drei Decksteinen und Zugang an einer Schmalseite
  - Polygonaldolmen: Grabkammer aus mindestens fünf Wandsteinen, vieleckiger oder runder Grundriss, meist ein einzelner großer Deckstein, seitlicher Zugang
  - Ganggrab: rechteckige, trapezförmige oder konvexe Grabkammer mit mindestens drei Wandsteinpaaren an den Langseiten und Zugang an einer Langseite
  - Kammerloses Hünenbett: langgestreckte Anlage mit rechteckiger oder trapezförmiger Hügelschüttung und steinerner Umfassung und Holzbau, Steinpackung oder Erdgrube anstelle einer megalithischen Grabkammer

### Erhaltene Gräber
| Spr. | LA  | Grab                                                                              | Ort                                      | Kreis        | Typ                                                   | Anmerkungen | Bild                                    |
| ---- | --- | --------------------------------------------------------------------------------- | ---------------------------------------- | ------------ | ----------------------------------------------------- | --- | --------------------------------------- |
|      | 6   | Großsteingrab Ahrenshöft                                                          | Ahrenshöft                               | NF           | unbekannt                                             | nur noch Teile der Hügelschüttung und zwei Umfassungssteine erhalten                                                                                    |                                         |
| 144  | 53  | Großsteingrab Albersdorf 1                                                        | Albersdorf                               | HEI          | vermutlich Dolmen                                     | nur noch die Hügelschüttung ist vorhanden |                                         |
| 145  | 52  | Großsteingrab Albersdorf 2                                                        | Albersdorf                               | HEI          | vermutlich Dolmen                                     | |                                         |
| 146  | 51  | Großsteingrab Albersdorf 3                                                        | Albersdorf                               | HEI          | Polygonaldolmen                                       | | Großsteingrab Albersdorf 3              |
| 147  | 70  | Großsteingrab Albersdorf 4                                                        | Albersdorf                               | HEI          | unbekannt                                             | |                                         |
| 148  |     | Großsteingrab Albersdorf 5                                                        | Albersdorf                               | HEI          | unbekannt                                             | nur noch die Hügelschüttung ist vorhanden |                                         |
| 149  | 128 | Großsteingrab Albersdorf 6                                                        | Albersdorf                               | HEI          | unbekannt                                             | nur noch die Hügelschüttung ist vorhanden |                                         |
| 150  | 5   | Großsteingrab Albersdorf 7 (Großsteingrab Brutkamp, „Opferaltar“)                 | Albersdorf                               | HEI          | Polygonaldolmen                                       | | Großsteingrab Albersdorf 7              |
| 151  | 4   | Großsteingrab Albersdorf 8 (Großsteingrab im Papenbusch)                          | Albersdorf                               | HEI          | erweiterter Dolmen                                    | | Großsteingrab Albersdorf 8              |
|      | 55  | Großsteingrab Albersdorf LA 55                                                    | Albersdorf                               | HEI          | unbekannt                                             | durchwühlt, Funde von verbranntem Feuerstein |                                         |
|      | 56  | Großsteingrab Albersdorf LA 56                                                    | Albersdorf                               | HEI          | vermutlich Polygonaldolmen                            | |                                         |
|      | 57  | Großsteingrab Albersdorf LA 57                                                    | Albersdorf                               | HEI          | unbekannt                                             | nur noch zwei Steine erhalten |                                         |
|      | 67  | Großsteingrab Albersdorf LA 67                                                    | Albersdorf                               | HEI          | unbekannt                                             | |                                         |
|      | 76  | Großsteingrab Albersdorf LA 76                                                    | Albersdorf                               | HEI          | unbekannt (vermutlich Großsteingrab)                  | Kranz aus großen Steinen |                                         |
| 250  |     | Großsteingrab Albertsdorf                                                         | Fehmarn, OT Albertsdorf                  | OH (Fehmarn) |                                                       | | Großsteingrab Albertsdorf               |
|      | 3   | Großsteingrab Alt Duvenstedt 1                                                    | Alt Duvenstedt                           | RD           |                                                       | |                                         |
|      | 4   | Großsteingrab Alt Duvenstedt 2                                                    | Alt Duvenstedt                           | RD           |                                                       | stark gestört |                                         |
|      | 9   | Großsteingrab Alt Duvenstedt 3                                                    | Alt Duvenstedt                           | RD           |                                                       | nur noch die Hügelschüttung ist vorhanden |                                         |
|      | 11  | Großsteingrab Alt Duvenstedt 4                                                    | Alt Duvenstedt                           | RD           |                                                       | |                                         |
|      | 13  | Großsteingrab Alt Duvenstedt 5                                                    | Alt Duvenstedt                           | RD           |                                                       | |                                         |
|      | 25  | Großsteingrab Alt Duvenstedt 6                                                    | Alt Duvenstedt                           | RD           |                                                       | |                                         |
|      | 26  | Großsteingrab Alt Duvenstedt 7                                                    | Alt Duvenstedt                           | RD           |                                                       | |                                         |
|      | 28  | Großsteingrab Alt Duvenstedt 8                                                    | Alt Duvenstedt                           | RD           |                                                       | |                                         |
|      | 30  | Großsteingrab Alt Duvenstedt 9                                                    | Alt Duvenstedt                           | RD           |                                                       | |                                         |
|      | 49  | Großsteingrab Alt Duvenstedt 10                                                   | Alt Duvenstedt                           | RD           |                                                       | stark gestört |                                         |
|      | 57  | Großsteingrab Alt Duvenstedt 11                                                   | Alt Duvenstedt                           | RD           |                                                       | stark gestört |                                         |
|      | 58  | Großsteingrab Alt Duvenstedt 12                                                   | Alt Duvenstedt                           | RD           |                                                       | stark gestört |                                         |
|      | 59  | Großsteingrab Alt Duvenstedt 13                                                   | Alt Duvenstedt                           | RD           |                                                       | stark gestört |                                         |
|      | 60  | Großsteingrab Alt Duvenstedt 14                                                   | Alt Duvenstedt                           | RD           |                                                       | stark gestört |                                         |
|      | 61  | Großsteingrab Alt Duvenstedt 15                                                   | Alt Duvenstedt                           | RD           |                                                       | stark gestört |                                         |
|      | 62  | Großsteingrab Alt Duvenstedt 16                                                   | Alt Duvenstedt                           | RD           |                                                       | stark gestört |                                         |
|      | 63  | Großsteingrab Alt Duvenstedt 17                                                   | Alt Duvenstedt                           | RD           |                                                       | stark gestört |                                         |
|      | 88  | Großsteingrab Alt Duvenstedt 19                                                   | Alt Duvenstedt                           | RD           |                                                       | stark gestört |                                         |
|      | 95  | Großsteingrab Alt Duvenstedt 20                                                   | Alt Duvenstedt                           | RD           |                                                       | |                                         |
|      | 102 | Großsteingrab Alt Duvenstedt 21                                                   | Alt Duvenstedt                           | RD           |                                                       | stark gestört |                                         |
| 93   |     | Großsteingrab Altenhof 1                                                          | Altenhof                                 | RD           | unbekannt                                             | |                                         |
| 94   |     | Großsteingrab Altenhof 2                                                          | Altenhof                                 | RD           | unbekannt                                             | |                                         |
| 96   |     | Großsteingrab Altenhof 4                                                          | Altenhof                                 | RD           | unbekannt                                             | zwei Grabkammern in einem Hünenbett |                                         |
| 97   |     | Großsteingrab Altenhof 5                                                          | Altenhof                                 | RD           | unbekannt                                             | |                                         |
|      | 8   | Großsteingrab Altenkattbek                                                        | Jevenstedt, OT Altenkattbek              | RD           |                                                       | stark gestört |                                         |
| 6    |     | Großsteingrab Archsum 1 („Merelmerskhoog“)                                        | Sylt, OT Archsum                         | NF (Sylt)    | Ganggrab                                              | | Großsteingrab Archsum 1                 |
| 7    | 74  | Großsteingrab Archsum 2                                                           | Sylt, OT Archsum                         | NF (Sylt)    | erweiterter Dolmen                                    | | Großsteingrab Archsum 2                 |
| 8    | 75  | Großsteingrab Archsum 3                                                           | Sylt, OT Archsum                         | NF (Sylt)    | erweiterter Dolmen                                    | zwei Grabkammern in einem Hünenbett | Großsteingrab Archsum 3                 |
| 9    |     | Großsteingrab Archsum 4 („Kolkingehoog“)                                          | Sylt, OT Archsum                         | NF (Sylt)    | Ganggrab                                              | | Großsteingrab Archsum 4                 |
| 158  | 47  | Großsteingrab Augustenhof 1                                                       | Haßmoor (Augustenhof)                    | RD           | Polygonaldolmen                                       | |                                         |
| 99   |     | Großsteingrab Behrensbrook 1                                                      | Neudorf-Bornstein, OT Behrensbrook       | RD           | erweiterter Dolmen                                    | |                                         |
| 100  |     | Großsteingrab Behrensbrook 2                                                      | Neudorf-Bornstein, OT Behrensbrook       | RD           | erweiterter Dolmen                                    | |                                         |
| 101  |     | Großsteingrab Behrensbrook 3                                                      | Neudorf-Bornstein, OT Behrensbrook       | RD           | unbekannt                                             | |                                         |
| 102  |     | Großsteingrab Behrensbrook 4                                                      | Neudorf-Bornstein, OT Behrensbrook       | RD           | unbekannt                                             | |                                         |
| 103  |     | Großsteingrab Behrensbrook 5 („Königsgrab“)                                       | Neudorf-Bornstein, OT Behrensbrook       | RD           | unbekannt                                             | |                                         |
| 228  |     | Großsteingrab Belau                                                               | Belau                                    | PLÖ          | Großdolmen                                            | Grabung Anfang 20. Jahrhundert |                                         |
|      | 14  | Großsteingrab Beldorf                                                             | Beldorf                                  | RD           | unbekannt (vermutlich Großsteingrab)                  | |                                         |
|      | 5   | Großsteingrab Bendorf LA 5                                                        | Bendorf                                  | RD           | unbekannt                                             | teilweise zerstört, noch zwei Findlinge vorhanden |                                         |
|      | 6   | Großsteingrab Bendorf LA 6                                                        | Bendorf                                  | RD           | unbekannt                                             | nur noch die Hügelschüttung ist erhalten |                                         |
|      | 9   | Großsteingrab Bendorf LA 9                                                        | Bendorf                                  | RD           | unbekannt                                             | teilweise zerstört, noch drei Findlinge vorhanden |                                         |
|      | 23  | Großsteingrab Bendorf LA 23                                                       | Bendorf                                  | RD           | unbekannt                                             | noch mehrere Findlinge vorhanden |                                         |
|      | 121 | Großsteingrab Bendorf LA 121                                                      | Bendorf                                  | RD           | unbekannt                                             | noch ein Findling vorhanden |                                         |
| 201  |     | Großsteingrab Bellin                                                              | Lammershagen, OT Bellin                  | PLÖ          | unbekannt                                             | |                                         |
| 118  |     | Großsteingrab Birkenmoor 1                                                        | Schwedeneck, OT Birkenmoor               | RD           |                                                       | |                                         |
| 119  |     | Großsteingrab Birkenmoor 2                                                        | Schwedeneck, OT Birkenmoor               | RD           | Urdolmen                                              | | Großsteingrab Birkenmoor 2              |
| 120  |     | Großsteingrab Birkenmoor 3                                                        | Schwedeneck, OT Birkenmoor               | RD           | erweiterter Dolmen                                    | | Großsteingrab Birkenmoor 3              |
| 121  |     | Großsteingrab Birkenmoor 4                                                        | Schwedeneck, OT Birkenmoor               | RD           | Polygonaldolmen                                       | |                                         |
| 122  |     | Großsteingrab Birkenmoor 5                                                        | Schwedeneck, OT Birkenmoor               | RD           | Ganggrab                                              | |                                         |
| 123  |     | Großsteingrab Birkenmoor 6                                                        | Schwedeneck, OT Birkenmoor               | RD           | Ganggrab                                              | |                                         |
| 124  |     | Großsteingrab Birkenmoor 7                                                        | Schwedeneck, OT Birkenmoor               | RD           |                                                       | |                                         |
| 125  |     | Großsteingrab Birkenmoor 8                                                        | Schwedeneck, OT Birkenmoor               | RD           | erweiterter Dolmen                                    | zwei Grabkammern in einem Hünenbett | Großsteingrab Birkenmoor 8              |
| 126  |     | Großsteingrab Birkenmoor 9                                                        | Schwedeneck, OT Birkenmoor               | RD           |                                                       | | Großsteingrab Birkenmoor 9              |
| 127  |     | Großsteingrab Birkenmoor 10                                                       | Schwedeneck, OT Birkenmoor               | RD           |                                                       | |                                         |
| 128  |     | Großsteingrab Birkenmoor 11                                                       | Schwedeneck, OT Birkenmoor               | RD           |                                                       | |                                         |
| 129  |     | Großsteingrab Birkenmoor 12                                                       | Schwedeneck, OT Birkenmoor               | RD           |                                                       | |                                         |
| 130  |     | Großsteingrab Birkenmoor 13                                                       | Schwedeneck, OT Birkenmoor               | RD           | erweiterter Dolmen                                    | | Großsteingrab Birkenmoor 13             |
| 131  |     | Großsteingrab Birkenmoor 14                                                       | Schwedeneck, OT Birkenmoor               | RD           | erweiterter Dolmen                                    | | Großsteingrab Birkenmoor 14             |
| 132  |     | Großsteingrab Birkenmoor 15                                                       | Schwedeneck, OT Birkenmoor               | RD           | erweiterter Dolmen                                    | |                                         |
| 133  |     | Großsteingrab Birkenmoor 16                                                       | Schwedeneck, OT Birkenmoor               | RD           | erweiterter Dolmen                                    | |                                         |
| 249  |     | Großsteingrab Blankensee                                                          | Lübeck, OT St. Jürgen (Blankensee)       | HL           | Ganggrab (Holsteiner Kammer)                          | | Großsteingrab Blankensee                |
| 208  |     | Großsteingrab Blekendorf                                                          | Blekendorf                               | PLÖ          | unbekannt                                             | |                                         |
|      | 20  | Großsteingrab Bohmstedt LA 20 („Stinoben“)                                        | Bohmstedt                                | NF           | unbekannt                                             | nur noch Reste der Hügelschüttung erhalten |                                         |
| 49   |     | Großsteingrab Bohnert                                                             | Kosel, OT Bohnert                        | RD           | erweiterter Dolmen oder Großdolmen                    | |                                         |
| 135  |     | Großsteingrab Borghorsterhütten                                                   | Osdorf, OT Borghorsterhütten             | RD           | unbekannt                                             | |                                         |
|      | 1   | Großsteingrab Borgstedt 1                                                         | Borgstedt                                | RD           |                                                       | stark gestört |                                         |
|      | 2   | Großsteingrab Borgstedt 2                                                         | Borgstedt                                | RD           |                                                       | stark gestört |                                         |
|      | 3   | Großsteingrab Borgstedt 3                                                         | Borgstedt                                | RD           |                                                       | stark gestört |                                         |
|      | 7   | Großsteingrab Borgstedt 4                                                         | Borgstedt                                | RD           |                                                       | stark gestört |                                         |
|      | 9   | Großsteingrab Borgstedt 5                                                         | Borgstedt                                | RD           |                                                       | stark gestört |                                         |
|      | 10  | Großsteingrab Borgstedt 6                                                         | Borgstedt                                | RD           |                                                       | stark gestört |                                         |
|      | 14  | Großsteingrab Borgstedt 7                                                         | Borgstedt                                | RD           |                                                       | zwei Grabkammern, stark gestört |                                         |
|      | 15  | Großsteingrab Borgstedt 8                                                         | Borgstedt                                | RD           |                                                       | stark gestört |                                         |
|      | 19  | Großsteingrab Borgstedt 9                                                         | Borgstedt                                | RD           |                                                       | stark gestört |                                         |
|      | 20  | Großsteingrab Borgstedt 10                                                        | Borgstedt                                | RD           |                                                       | stark gestört |                                         |
|      | 21  | Großsteingrab Borgstedt 11                                                        | Borgstedt                                | RD           |                                                       | stark gestört |                                         |
|      | 23  | Großsteingrab Borgstedt 13                                                        | Borgstedt                                | RD           | Rundhügel                                             | stark gestört |                                         |
|      | 24  | Großsteingrab Borgstedt 14                                                        | Borgstedt                                | RD           |                                                       | stark gestört |                                         |
|      | 25  | Großsteingrab Borgstedt 15                                                        | Borgstedt                                | RD           | Langbett                                              | stark gestört |                                         |
|      | 27  | Großsteingrab Borgstedt 17                                                        | Borgstedt                                | RD           | Langbett                                              | stark gestört |                                         |
|      | 28  | Großsteingrab Borgstedt 18                                                        | Borgstedt                                | RD           | erweiterter Dolmen                                    | stark gestört |                                         |
|      | 29  | Großsteingrab Borgstedt 19                                                        | Borgstedt                                | RD           |                                                       | stark gestört |                                         |
|      | 31  | Großsteingrab Borgstedt 21                                                        | Borgstedt                                | RD           | Langbett                                              | stark gestört |                                         |
|      | 32  | Großsteingrab Borgstedt 22                                                        | Bordesholm                               | RD           | Langbett                                              | stark gestört |                                         |
|      | 41  | Großsteingrab Borgstedt 23                                                        | Borgstedt                                | RD           |                                                       | stark gestört |                                         |
|      | 55  | Großsteingrab Borgstedt 24                                                        | Borgstedt                                | RD           |                                                       | stark gestört |                                         |
|      | 59  | Großsteingrab Borgstedt 25                                                        | Borgstedt                                | RD           |                                                       | stark gestört |                                         |
|      | 69  | Großsteingrab Borgstedt 26                                                        | Borgstedt                                | RD           | vermutlich Langbett                                   | |                                         |
|      |     | Großsteingrab Borgstedt 27                                                        | Borgstedt                                | RD           |                                                       | stark gestört |                                         |
|      |     | Großsteingrab Borgstedt 28                                                        | Borgstedt                                | RD           |                                                       | stark gestört |                                         |
|      | 5   | Großsteingrab Bornholt                                                            | Bornholt                                 | RD           | unbekannt                                             | |                                         |
| 163  |     | Großsteingrab Bossee („Margaretenberg“)                                           | Westensee (Gut Bossee)                   | RD           | vermutlich Ganggrab                                   | | Großsteingrab Bossee                    |
|      | 72  | Großsteingrab Bovenau 1                                                           | Bovenau                                  | RD           |                                                       | |                                         |
|      | 89  | Großsteingrab Bovenau 2                                                           | Bovenau                                  | RD           |                                                       | stark gestört |                                         |
|      | 90  | Großsteingrab Bovenau 3                                                           | Bovenau                                  | RD           |                                                       | stark gestört |                                         |
|      | 93  | Großsteingrab Bovenau 4                                                           | Bovenau                                  | RD           |                                                       | stark gestört |                                         |
|      | 94  | Großsteingrab Bovenau 5                                                           | Bovenau                                  | RD           |                                                       | stark gestört |                                         |
|      | 97  | Großsteingrab Bovenau 6                                                           | Bovenau                                  | RD           |                                                       | stark gestört |                                         |
|      | 110 | Großsteingrab Bovenau 7                                                           | Bovenau                                  | RD           |                                                       | stark gestört |                                         |
|      | 114 | Großsteingrab Bovenau 8                                                           | Bovenau                                  | RD           |                                                       | stark gestört |                                         |
|      | 124 | Großsteingrab Bovenau 9                                                           | Bovenau                                  | RD           |                                                       | stark gestört |                                         |
|      | 126 | Großsteingrab Bovenau 10                                                          | Bovenau                                  | RD           |                                                       | stark gestört |                                         |
|      | 129 | Großsteingrab Bovenau 11                                                          | Bovenau                                  | RD           |                                                       | stark gestört |                                         |
| 156  | 130 | Großsteingrab Bovenau 12                                                          | Bovenau                                  | RD           | Ganggrab                                              | | Großsteingrab Bovenau                   |
|      | 131 | Großsteingrab Bovenau 13                                                          | Bovenau                                  | RD           |                                                       | stark gestört |                                         |
|      | 47  | Großsteingrab Brammer                                                             | Brammer                                  | RD           | erweiterter Dolmen                                    | stark gestört |                                         |
|      | 17  | Großsteingrab Bredenbek                                                           | Bredenbek                                | RD           |                                                       | stark gestört |                                         |
|      | 4   | Großsteingrab Büdelsdorf                                                          | Büdelsdorf                               | RD           |                                                       | stark gestört |                                         |
| 143  | 1   | Großsteingrab Bunsoh                                                              | Bunsoh                                   | HEI          | Ganggrab (Holsteiner Kammer)                          | | Großsteingrab Bunsoh                    |
|      | 3   | Großsteingrab Bünsdorf 1                                                          | Bünsdorf                                 | RD           |                                                       | stark gestört |                                         |
|      | 4   | Großsteingrab Bünsdorf 2                                                          | Bünsdorf                                 | RD           |                                                       | stark gestört |                                         |
|      | 5   | Großsteingrab Bünsdorf 3                                                          | Bünsdorf                                 | RD           |                                                       | stark gestört |                                         |
|      | 19  | Großsteingrab Bünsdorf 4                                                          | Bünsdorf                                 | RD           |                                                       | stark gestört |                                         |
| 50   |     | Großsteingrab Büstorf 1                                                           | Rieseby, OT Büstorf                      | RD           | Ganggrab                                              | |                                         |
| 51   |     | Großsteingrab Büstorf 2                                                           | Rieseby, OT Büstorf                      | RD           | erweiterter Dolmen                                    | |                                         |
| 52   |     | Großsteingrab Büstorf 3                                                           | Rieseby, OT Büstorf                      | RD           | unbekannt                                             | |                                         |
| 53   |     | Großsteingrab Büstorf 4                                                           | Rieseby, OT Büstorf                      | RD           | erweiterter Dolmen                                    | |                                         |
| 285  |     | Großsteingrab Cismar                                                              | Grömitz, OT Cismar                       | OH           | erweiterter Dolmen                                    | Grabung 1914 | Großsteingrab Cismar                    |
| 282  |     | Großsteingrab Dahme                                                               | Dahme                                    | OH           | erweiterter Dolmen                                    | zwei Grabkammern in einer Hügelschüttung |                                         |
| 60   |     | Großsteingrab Damp                                                                | Damp                                     | RD           | unbekannt                                             | nur noch die Hügelschüttung ist vorhanden |                                         |
| 115  |     | Großsteingrab Dänisch-Nienhof 1                                                   | Schwedeneck, OT Dänisch-Nienhof          | RD           | Urdolmen                                              | Grabung 1950 |                                         |
| 116  |     | Großsteingrab Dänisch-Nienhof 2                                                   | Schwedeneck, OT Dänisch-Nienhof          | RD           | erweiterter Dolmen                                    | |                                         |
| 117  |     | Großsteingrab Dänisch-Nienhof 3                                                   | Schwedeneck, OT Dänisch-Nienhof          | RD           | erweiterter Dolmen (2×)                               | zwei Grabkammern in einem Hünenbett |                                         |
| 152  | 10  | Großsteingrab Dellbrück (Großsteingrab Bargenstedt LA 10)                         | Bargenstedt, OT Dellbrück                | HEI          | erweiterter Dolmen                                    | Steinkranz wohl rezent | Großsteingrab Dellbrück                 |
| 164  |     | Großsteingrab Deutsch-Nienhof 1                                                   | Westensee (Gut Deutsch-Nienhof)          | RD           | erweiterter Dolmen                                    | |                                         |
| 165  |     | Großsteingrab Deutsch-Nienhof 2                                                   | Westensee (Gut Deutsch-Nienhof)          | RD           | erweiterter Dolmen                                    | |                                         |
| 166  |     | Großsteingrab Deutsch-Nienhof 3                                                   | Westensee (Gut Deutsch-Nienhof)          | RD           | vermutlich Urdolmen                                   | |                                         |
| 167  |     | Großsteingrab Deutsch-Nienhof 4                                                   | Westensee (Gut Deutsch-Nienhof)          | RD           | Ganggrab                                              | |                                         |
| 168  |     | Großsteingrab Deutsch-Nienhof 5                                                   | Westensee (Gut Deutsch-Nienhof)          | RD           | Ganggrab                                              | |                                         |
| 181  |     | Großsteingrab Dobersdorf 1                                                        | Dobersdorf                               | PLÖ          |                                                       | |                                         |
| 182  |     | Großsteingrab Dobersdorf 2                                                        | Dobersdorf                               | PLÖ          | erweiterter Dolmen                                    | | Großsteingrab Dobersdorf 2              |
| 183  |     | Großsteingrab Dobersdorf 3                                                        | Dobersdorf                               | PLÖ          | erweiterter Dolmen                                    | | Großsteingrab Dobersdorf 3              |
| 184a |     | Großsteingrab Dobersdorf 4                                                        | Dobersdorf                               | PLÖ          | Großdolmen                                            | | Großsteingrab Dobersdorf 4              |
| 184b |     | Großsteingrab Dobersdorf (5)                                                      | Dobersdorf                               | PLÖ          |                                                       | Einordnung als Großsteingrab unsicher |                                         |
| 173  |     | Großsteingrab Eisendorf 1                                                         | Eisendorf                                | RD           | erweiterter Dolmen                                    | |                                         |
|      |     | Großsteingrab Ellenberg                                                           | Kappeln, OT Ellenberg                    | SL           |                                                       | nur noch die Hügelschüttung ist vorhanden |                                         |
|      | 15  | Großsteingrab Erfde                                                               | Erfde                                    | SL           | unbekannt (vermutlich Großsteingrab)                  | |                                         |
| 242  |     | Großsteingrab Fahrenkrug                                                          | Fahrenkrug                               | SE           | erweiterter Dolmen                                    | Grabung 1909, zwei Nachbestattungen der Bronzezeit |                                         |
| 136  |     | Großsteingrab Felm                                                                | Felm                                     | RD           | Urdolmen                                              | |                                         |
| 215  |     | Großsteingrab Flehm 1                                                             | Högsdorf, OT Flehm                       | PLÖ          | Ganggrab (Holsteiner Kammer)                          | | Großsteingrab Flehm 1                   |
| 216  |     | Großsteingrab Flehm 2                                                             | Högsdorf, OT Flehm                       | PLÖ          | Ganggrab (Holsteiner Kammer)                          | |                                         |
|      | 3   | Großsteingrab Flintbek LA 3                                                       | Flintbek                                 | RD           |                                                       | |                                         |
|      | 53  | Großsteingrab Fredeburg LA 53                                                     | Fredeburg                                | RZ           | unbekannt                                             | nur noch die Hügelschüttung und einige Umfassungssteine erhalten                                                                                        |                                         |
| 288  | 54  | Großsteingrab Fredeburg LA 54                                                     | Fredeburg                                | RZ           | vermutlich Dolmen                                     | sämtliche Steine entfernt, nur noch die Hügelschüttung ist erhalten                                                                                     |                                         |
| 203  |     | Großsteingrab Futterkamp 1                                                        | Blekendorf, OT Futterkamp                | PLÖ          | erweiterter Dolmen                                    | zwei Grabkammern in einem Hünenbett | Großsteingrab Futterkamp 1              |
| 204  |     | Großsteingrab Futterkamp 2                                                        | Blekendorf, OT Futterkamp                | PLÖ          |                                                       | | Großsteingrab Futterkamp 2              |
| 205  |     | Großsteingrab Futterkamp 3                                                        | Blekendorf, OT Futterkamp                | PLÖ          |                                                       | | Großsteingrab Futterkamp 3              |
| 206  |     | Großsteingrab Futterkamp 4                                                        | Blekendorf, OT Futterkamp                | PLÖ          | erweiterter Dolmen                                    | | Großsteingrab Futterkamp 4              |
| 207  |     | Großsteingrab Futterkamp 5                                                        | Blekendorf, OT Futterkamp                | PLÖ          |                                                       | |                                         |
| 55   | 1   | Großsteingrab Gammelby-Eichtal 1                                                  | Gammelby, OT Eichtal                     | RD           | Großdolmen                                            | Grabung 1950 |                                         |
| 186  |     | Großsteingrab Giekau                                                              | Giekau                                   | PLÖ          | unbekannt                                             | | Langbett Giekau                         |
| 17   |     | Großsteingrab Glücksburg 1                                                        | Glücksburg (Ostsee)                      | SL           | erweiterter Dolmen                                    | | Großsteingrab Glücksburg 1              |
| 18   |     | Großsteingrab Glücksburg 2                                                        | Glücksburg (Ostsee)                      | SL           | erweiterter Dolmen                                    | | Großsteingrab Glücksburg 2              |
| 19   |     | Großsteingrab Glücksburg 3                                                        | Glücksburg (Ostsee)                      | SL           | erweiterter Dolmen                                    | | Großsteingrab Glücksburg 3              |
| 20   |     | Großsteingrab Glücksburg 4                                                        | Glücksburg (Ostsee)                      | SL           | unbekannt                                             | | Großsteingrab Glücksburg 4              |
| 230  |     | Großsteingrab Gönnebek 1                                                          | Gönnebek                                 | SE           |                                                       | |                                         |
| 75   |     | Großsteingrab Goosefeld 1                                                         | Goosefeld                                | RD           | Ganggrab                                              | Grabung um 1987 |                                         |
| 76   |     | Großsteingrab Goosefeld 2                                                         | Goosefeld                                | RD           | Urdolmen                                              | |                                         |
| 77   |     | Großsteingrab Goosefeld 3                                                         | Goosefeld                                | RD           | Urdolmen, unbekannt, erweiterter Dolmen               | Hünenbett mit drei Grabkammern, Grabung um 1987 |                                         |
| 78   |     | Großsteingrab Goosefeld 4                                                         | Goosefeld                                | RD           | erweiterter Dolmen oder Großdolmen                    | | Großsteingrab Goosefeld 4               |
|      | 4   | Großsteingrab Gottrupel                                                           | Handewitt, OT Gottrupel                  | SL           |                                                       | durch bronzezeitliche Bestattungen überbaut |                                         |
| 210  |     | Großsteingrab Gowens 1                                                            | Dannau, OT Gowens                        | PLÖ          | Ganggrab                                              | |                                         |
| 211  |     | Großsteingrab Gowens 2                                                            | Dannau, OT Gowens                        | PLÖ          | Ganggrab                                              | |                                         |
| 212  |     | Großsteingrab Gowens 3                                                            | Dannau, OT Gowens                        | PLÖ          | Ganggrab                                              | |                                         |
| 213  |     | Großsteingrab Gowens 4                                                            | Dannau, OT Gowens                        | PLÖ          | unbekannt                                             | |                                         |
|      |     | Großsteingrab Gowens (5)                                                          | Dannau, OT Gowens                        | PLÖ          | unbekannt                                             | mögliches Großsteingrab |                                         |
| 276  |     | Großsteingrab Grammdorf 1                                                         | Wangels, OT Grammdorf                    | OH           | vermutlich Großdolmen                                 | Grabung 1933 |                                         |
|      |     | Großsteingrab Grammdorf 2                                                         | Wangels, OT Grammdorf                    | OH           | Ganggrab                                              | Grabung 1982 | Großsteingrab Grammdorf                 |
| 170  |     | Großsteingrab Grevenkrug 1                                                        | Grevenkrug                               | RD           | unbekannt                                             | nur noch die Hügelschüttung ist erhalten |                                         |
| 171  |     | Großsteingrab Grevenkrug 2                                                        | Grevenkrug                               | RD           | vermutlich erweiterter Dolmen                         | |                                         |
|      | 24  | Großsteingrab Grevenkrug 3                                                        | Grevenkrug                               | RD           | erweiterter Dolmen                                    | Grabung 1970 |                                         |
| 246  |     | Großsteingrab Gronenberg                                                          | Scharbeutz, OT Gronenberg                | OH           | erweiterter Dolmen                                    | |                                         |
| 114  |     | Großsteingrab Grönwohld                                                           | Noer                                     | RD           | unbekannt                                             | |                                         |
| 244  | 33  | Großsteingrab Groß Rönnau                                                         | Groß Rönnau                              | SE           | unbekannt                                             | | Großsteingrab Groß Rönnau (1839)        |
| 79   |     | Großsteingrab Groß Wittensee                                                      | Groß Wittensee                           | RD           | erweiterter Dolmen                                    | |                                         |
|      | 32  | Großsteingrab Groß Wittensee 2                                                    | Groß Wittensee                           | RD           |                                                       | stark gestört |                                         |
|      | 33  | Großsteingrab Groß Wittensee 3                                                    | Groß Wittensee                           | RD           |                                                       | stark gestört |                                         |
|      | 34  | Großsteingrab Groß Wittensee 4                                                    | Groß Wittensee                           | RD           |                                                       | stark gestört |                                         |
| 268  |     | Großsteingrab Großenbrode 1 (Großsteingrab Krausort, Großsteingrab Kronsteinberg) | Großenbrode                              | OH           | Urdolmen                                              | | Großsteingrab Großenbrode 1             |
| 269  |     | Großsteingrab Großenbrode 2 („Königsgrab“)                                        | Großenbrode                              | OH           |                                                       | 1961 durch einen Damm für die Rampe der Fehmarnsundbrücke überschüttet                                                                                  |                                         |
| 217  |     | Großsteingrab Großrolübbe                                                         | Kletkamp (Gut Großrolübbe)               | PLÖ          | Dolmen                                                | 1952/53 stark beschädigt, Grabung 1955 |                                         |
| 172  | 27  | Großsteingrab Hademarschen (Großsteingrab Hanerau-Hademarschen LA 27)             | Hanerau-Hademarschen, OT Hademarschen    | RD           | Ganggrab (Holsteiner Kammer)                          | | Großsteingrab Hademarschen              |
| 162  | 16  | Großsteingrab Hamdorf LA 16                                                       | Hamdorf                                  | RD           | erweiterter Dolmen                                    | stark gestört, Grabung 1952 und 1992 |                                         |
|      | 18  | Großsteingrab Hamdorf LA 18 (1)                                                   | Hamdorf                                  | RD           | erweiterter Dolmen                                    | stark gestört, Grabung 1994 |                                         |
|      | 18  | Großsteingrab Hamdorf LA 18 (2)                                                   | Hamdorf                                  | RD           | erweiterter Dolmen                                    | stark gestört |                                         |
|      | 19  | Großsteingrab Hamdorf LA 19                                                       | Hamdorf                                  | RD           | erweiterter Dolmen                                    | flacher Erdwall mit Rest einer Grabkammer, Grabung 1995                                                                                                 |                                         |
| 272  |     | Großsteingrab Hansühn 1                                                           | Wangels, OT Hansühn                      | OH           | Ganggrab (Holsteiner Kammer)                          | | Großsteingrab Hansühn 1                 |
| 273  |     | Großsteingrab Hansühn 2                                                           | Wangels, OT Hansühn                      | OH           | Großdolmen oder Ganggrab                              | |                                         |
| 14a  |     | Großsteingrab Harrislee 1                                                         | Harrislee                                | SL           | unbekannt                                             | alle Steine fehlen; nur noch das Hünenbett ist vorhanden                                                                                                | Großsteingräber Harrislee 1 und 2       |
| 14b  |     | Großsteingrab Harrislee 2                                                         | Harrislee                                | SL           | unbekannt                                             | alle Steine fehlen; nur noch das Hünenbett ist vorhanden                                                                                                | Großsteingräber Harrislee 1 und 2       |
| 15   | 34  | Großsteingrab Harrislee 3 („Rovhoj“)                                              | Harrislee                                | SL           | erweiterter Dolmen                                    | | Großsteingrab Harrislee 3               |
|      | 29  | Großsteingrab Hasenthal LA 29                                                     | Geesthacht, OT Hasenthal                 | RZ           | unbekannt                                             | nur noch die Hügelschüttung und ein Wandstein der Kammer erhalten, bei Sprockhoff irrtümlich als zerstört geführt                                       |                                         |
|      | 30  | Großsteingrab Hasenthal LA 30                                                     | Geesthacht, OT Hasenthal                 | RZ           | unbekannt                                             | nur noch die Hügelschüttung erhalten, Reste der Kammer 1886 entfernt, Funde geborgen, bei Sprockhoff irrtümlich als zerstört geführt                    |                                         |
|      | 34  | Großsteingrab Hasenthal LA 34                                                     | Geesthacht, OT Hasenthal                 | RZ           | unbekannt                                             | nur noch die Hügelschüttung erhalten, bei Sprockhoff irrtümlich als zerstört geführt                                                                    |                                         |
|      | 35  | Großsteingrab Hasenthal LA 35                                                     | Geesthacht, OT Hasenthal                 | RZ           | unbekannt                                             | nur noch die Hügelschüttung erhalten, bei Sprockhoff irrtümlich als zerstört geführt                                                                    |                                         |
|      | 13  | Großsteingrab Haßmoor 1                                                           | Haßmoor                                  | RD           |                                                       | stark gestört |                                         |
|      | 16  | Großsteingrab Haßmoor 2                                                           | Haßmoor                                  | RD           |                                                       | stark gestört |                                         |
|      | 40  | Großsteingrab Haßmoor 3                                                           | Haßmoor                                  | RD           |                                                       | stark gestört |                                         |
|      | 65  | Großsteingrab Haßmoor 5                                                           | Haßmoor                                  | RD           |                                                       | stark gestört |                                         |
|      | 74  | Großsteingrab Haßmoor 6                                                           | Haßmoor                                  | RD           |                                                       | stark gestört |                                         |
| 80   |     | Großsteingrab Hemmelmark 1                                                        | Barkelsby, OT Gut Hemmelmark             | RD           |                                                       | |                                         |
| 81   |     | Großsteingrab Hemmelmark 2                                                        | Barkelsby, OT Gut Hemmelmark             | RD           |                                                       | |                                         |
| 82   |     | Großsteingrab Hemmelmark 3                                                        | Barkelsby, OT Gut Hemmelmark             | RD           |                                                       | |                                         |
| 83   |     | Großsteingrab Hemmelmark 4                                                        | Barkelsby, OT Gut Hemmelmark             | RD           |                                                       | |                                         |
| 84   |     | Großsteingrab Hemmelmark 5                                                        | Barkelsby, OT Gut Hemmelmark             | RD           | erweiterter Dolmen                                    | |                                         |
| 85   |     | Großsteingrab Hemmelmark 6                                                        | Barkelsby, OT Gut Hemmelmark             | RD           | erweiterter Dolmen                                    | |                                         |
| 86   |     | Großsteingrab Hemmelmark 7                                                        | Barkelsby, OT Gut Hemmelmark             | RD           |                                                       | |                                         |
| 87   |     | Großsteingrab Hemmelmark 8                                                        | Barkelsby, OT Gut Hemmelmark             | RD           | erweiterter Dolmen                                    | |                                         |
| 88   |     | Großsteingrab Hemmelmark 9                                                        | Barkelsby, OT Gut Hemmelmark             | RD           |                                                       | |                                         |
| 89   |     | Großsteingrab Hemmelmark 10                                                       | Barkelsby, OT Gut Hemmelmark             | RD           |                                                       | |                                         |
| 90   |     | Großsteingrab Hemmelmark 11                                                       | Barkelsby, OT Gut Hemmelmark             | RD           |                                                       | |                                         |
| 91   |     | Großsteingrab Hemmelmark 12                                                       | Barkelsby, OT Gut Hemmelmark             | RD           | erweiterter Dolmen                                    | |                                         |
| 92   |     | Großsteingrab Hemmelmark 13                                                       | Barkelsby, OT Gut Hemmelmark             | RD           |                                                       | |                                         |
|      | 78  | Großsteingrab Hemmingstedt LA 78                                                  | Hemmingstedt                             | HEI          | unbekannt                                             | |                                         |
| 194  |     | Großsteingrab Hoheneichen 1                                                       | Rastorf (Hof Hoheneichen)                | PLÖ          | unbekannt                                             | |                                         |
| 195  |     | Großsteingrab Hoheneichen 2                                                       | Rastorf (Hof Hoheneichen)                | PLÖ          | Ganggrab                                              | |                                         |
| 214  |     | Großsteingrab Hohensasel                                                          | Rantzau (Gut Hohensasel)                 | PLÖ          | vermutlich erweiterter Dolmen                         | |                                         |
|      | 36  | Großsteingrab Hohn                                                                | Hohn                                     | RD           |                                                       | stark gestört |                                         |
|      | 14  | Großsteingrab Hoisdorf LA 14                                                      | Hoisdorf                                 | OD           | unbekannt (vermutlich Großsteingrab)                  | 1959 noch als existent und unter der Ackerkrume verborgen beschrieben, aktueller Erhaltungszustand unklar                                               |                                         |
|      | 41  | Großsteingrab Holtsee 1                                                           | Holtsee                                  | RD           |                                                       | stark gestört |                                         |
|      | 69  | Großsteingrab Holtsee 2                                                           | Holtsee                                  | RD           |                                                       | stark gestört |                                         |
|      | 3   | Großsteingrab Holzbunge 1                                                         | Holzbunge                                | RD           |                                                       | Einordnung als Großsteingrab unsicher |                                         |
|      | 6   | Großsteingrab Holzbunge 2                                                         | Holzbunge                                | RD           |                                                       | stark gestört |                                         |
| 59   |     | Großsteingrab Holzdorf                                                            | Holzdorf                                 | RD           | erweiterter Dolmen                                    | |                                         |
| 57   |     | Großsteingrab Hörst                                                               | Rieseby, OT Hörst                        | RD           | erweiterter Dolmen                                    | 1936 untersucht, danach wieder zugedeckt |                                         |
|      | 27  | Großsteingrab Hüsby                                                               | Hüsby                                    | SL           | erweiterter Dolmen                                    | | Großsteingrab Hüsby                     |
| 43   |     | Großsteingrab Idstedt 1 („Räuberhöhle“)                                           | Idstedt                                  | SL           | Ganggrab                                              | | Großsteingrab Idstedt 1                 |
|      |     | Großsteingrab Idstedt 2                                                           | Idstedt                                  | SL           |                                                       | nur noch ein Stein vorhanden |                                         |
| 218  |     | Großsteingrab Kaköhl 1                                                            | Blekendorf, OT Kaköhl                    | PLÖ          |                                                       | | Großsteingrab Kaköhl 1                  |
| 219  |     | Großsteingrab Kaköhl 2                                                            | Blekendorf, OT Kaköhl                    | PLÖ          |                                                       | | Großsteingrab Kaköhl 2                  |
| 220  |     | Großsteingrab Kaköhl 3                                                            | Blekendorf, OT Kaköhl                    | PLÖ          |                                                       | | Großsteingrab Kaköhl 3                  |
| 134  |     | Großsteingrab Kaltenhof                                                           | Dänischenhagen, OT Kaltenhof             | RD           | Großdolmen                                            | | Großsteingrab Kaltenhof                 |
| 1    |     | Großsteingrab Kampen 1                                                            | Kampen (Sylt)                            | NF (Sylt)    | Ganggrab                                              | | Großsteingrab Kampen 1                  |
| 2    | 140 | Großsteingrab Kampen 2                                                            | Kampen (Sylt)                            | NF (Sylt)    | erweiterter Dolmen                                    | nördlichstes Großsteingrab Deutschlands | Großsteingrab Kampen 2                  |
| 3    | 180 | Großsteingrab Kampen 3                                                            | Kampen (Sylt)                            | NF (Sylt)    | erweiterter Dolmen                                    | | Großsteingrab Kampen 3                  |
| 66   |     | Großsteingrab Karlsminde                                                          | Waabs, OT Karlsminde                     | RD           | erweiterter Dolmen                                    | drei Grabkammern in einem Hünenbett; zwischen 1976 und 1978 untersucht und restauriert                                                                  | Großsteingrab Karlsminde                |
| 251  |     | Großsteingrab Katharinenhof 1                                                     | Fehmarn, OT Katharinenhof                | OH (Fehmarn) | Ganggrab                                              | | Großsteingrab Katharinenhof 1           |
| 252  |     | Großsteingrab Katharinenhof 2                                                     | Fehmarn, OT Katharinenhof                | OH (Fehmarn) |                                                       | |                                         |
| 253  |     | Großsteingrab Katharinenhof 3                                                     | Fehmarn, OT Katharinenhof                | OH (Fehmarn) |                                                       | |                                         |
| 254  |     | Großsteingrab Katharinenhof 4                                                     | Fehmarn, OT Katharinenhof                | OH (Fehmarn) | Ganggrab                                              | |                                         |
| 255  |     | Großsteingrab Katharinenhof 5                                                     | Fehmarn, OT Katharinenhof                | OH (Fehmarn) | Urdolmen                                              | | Großsteingrab Katharinenhof 1           |
| 280  |     | Großsteingrab Kellenhusen 1                                                       | Kellenhusen (Ostsee)                     | OH           | Ganggrab (Holsteiner Kammer)                          | |                                         |
| 281  |     | Großsteingrab Kellenhusen 2                                                       | Kellenhusen (Ostsee)                     | OH           | erweiterter Dolmen                                    | | Großsteingrab Kellenhusen 2             |
|      |     | Großsteingrab Kellenhusen 3                                                       | Kellenhusen (Ostsee)                     | OH           | unbekannt                                             | heute im Meer versunken und nur bei starkem Niedrigwasser sichtbar; Einordnung als Großsteingrab unsicher                                               |                                         |
| 44   |     | Großsteingrab Ketelsby                                                            | Boren, OT Ketelsby                       | SL           | unbekannt                                             | |                                         |
|      | 21  | Großsteingrab Kittlitz LA 21 („Botterbarg“)                                       | Kittlitz                                 | RZ           | unbekannt                                             | nur noch die Hügelschüttung ist erhalten |                                         |
|      | 4   | Großsteingrab Klein Wittensee                                                     | Klein Wittensee                          | RD           |                                                       | stark gestört |                                         |
| 69   |     | Großsteingrab Kleinwaabs 1                                                        | Waabs, OT Kleinwaabs                     | RD           | unbekannt                                             | keine sichtbaren Steine mehr vorhanden, keine Grabkammer erkennbar                                                                                      |                                         |
| 70   |     | Großsteingrab Kleinwaabs 2                                                        | Waabs, OT Kleinwaabs                     | RD           | unbekannt                                             | stark zerstört, keine sichtbaren Steine mehr vorhanden, keine Grabkammer erkennbar                                                                      |                                         |
| 185  |     | Großsteingrab Köhn                                                                | Köhn                                     | PLÖ          | unbekannt                                             | |                                         |
| 200  |     | Großsteingrab Lammershagen                                                        | Lammershagen                             | PLÖ          | Ganggrab                                              | |                                         |
| 68   |     | Großsteingrab Langholz                                                            | Waabs, OT Langholz                       | RD           | erweiterter Dolmen                                    | | Großsteingrab Langholz                  |
|      | 61  | Großsteingrab Langwedel                                                           | Langwedel                                | RD           | erweiterter Dolmen                                    | |                                         |
| 36   |     | Großsteingrab Lehbek                                                              | Gelting, OT Lehbek                       | SL           | erweiterter Dolmen                                    | | Großsteingrab Lehbek                    |
| 67   |     | Großsteingrab Lehmberg                                                            | Waabs, OT Lehmberg                       | RD           | erweiterter Dolmen                                    | |                                         |
| 277  |     | Großsteingrab Lensahn                                                             | Lensahn                                  | OH           |                                                       | |                                         |
| 190  |     | Großsteingrab Lilienthal 1                                                        | Dobersdorf, OT Lilienthal                | PLÖ          | unbekannt                                             | |                                         |
| 191  |     | Großsteingrab Lilienthal 2                                                        | Dobersdorf, OT Lilienthal                | PLÖ          | unbekannt                                             | |                                         |
| 192  |     | Großsteingrab Lilienthal 3                                                        | Dobersdorf, OT Lilienthal                | PLÖ          | unbekannt                                             | |                                         |
| 193  |     | Großsteingrab Lilienthal 4                                                        | Dobersdorf, OT Lilienthal                | PLÖ          | unbekannt                                             | |                                         |
| 138  | 1   | Großsteingrab Linden-Pahlkrug („Riesenkeller“)                                    | Linden, OT Pahlkrug                      | HEI          | Ganggrab                                              | 1879 und 1882 untersucht; 1980 Nachuntersuchung und Restaurierung                                                                                       | Großsteingrab Linden-Pahlkrug           |
| 105  |     | Großsteingrab Lindhöft 1                                                          | Noer, OT Lindhöft                        | RD           | unbekannt                                             | |                                         |
| 106  |     | Großsteingrab Lindhöft 2                                                          | Noer, OT Lindhöft                        | RD           | unbekannt                                             | |                                         |
| 107  |     | Großsteingrab Lindhöft 3                                                          | Noer, OT Lindhöft                        | RD           | unbekannt                                             | |                                         |
| 108  |     | Großsteingrab Lindhöft 4                                                          | Noer, OT Lindhöft                        | RD           | unbekannt                                             | |                                         |
| 109  |     | Großsteingrab Lindhöft 5                                                          | Noer, OT Lindhöft                        | RD           | unbekannt                                             | |                                         |
| 110  |     | Großsteingrab Lindhöft 6                                                          | Noer, OT Lindhöft                        | RD           | unbekannt                                             | |                                         |
|      | 5   | Großsteingrab Lohe-Rickelshof                                                     | Lohe-Rickelshof                          | HEI          | unbekannt                                             | |                                         |
| 58   |     | Großsteingrab Loose                                                               | Loose                                    | RD           | erweiterter Dolmen                                    | | Großsteingrab Loose                     |
| 265  |     | Großsteingrab Lütjenbrode 1                                                       | Großenbrode, OT Lütjenbrode              | OH           | Großdolmen                                            | | Großsteingrab Lütjenbrode 1             |
| 266  |     | Großsteingrab Lütjenbrode 2                                                       | Großenbrode, OT Lütjenbrode              | OH           | unbekannt                                             | | Großsteingrab Lütjenbrode 2             |
| 267  |     | Großsteingrab Lütjenbrode 3                                                       | Großenbrode, OT Lütjenbrode              | OH           | Ganggrab (Holsteiner Kammer)                          | | Großsteingrab Lütjenbrode 3             |
| 275  |     | Großsteingrab Meischenstorf                                                       | Wangels, OT Meischenstorf                | OH           | Ganggrab (Holsteiner Kammer)                          | |                                         |
| 169  |     | Großsteingrab Mielkendorf                                                         | Mielkendorf                              | RD           | vermutlich erweiterter Dolmen                         | | Großsteingrab Mielkendorf               |
| 54   | 41  | Großsteingrab Missunde                                                            | Kosel, OT Missunde                       | RD           | Ganggrab                                              | | Großsteingrab Missunde                  |
| 25   |     | Großsteingrab Munkwolstrup 1                                                      | Sankelmark, OT Munkwolstrup              | SL           | erweiterter Dolmen?                                   | größtes rekonstruiertes Großsteingrab Nordeuropas | Großsteingrab Munkwolstrup 1            |
| 26   |     | Großsteingrab Munkwolstrup 2                                                      | Sankelmark, OT Munkwolstrup              | SL           | erweiterter Dolmen?                                   | | Großsteingrab Munkwolstrup 2            |
| 27   |     | Großsteingrab Munkwolstrup 3                                                      | Sankelmark, OT Munkwolstrup              | SL           |                                                       | |                                         |
| 28   |     | Großsteingrab Munkwolstrup 4                                                      | Sankelmark, OT Munkwolstrup              | SL           |                                                       | | Großsteingrab Munkwolstrup 4            |
| 29   |     | Großsteingrab Munkwolstrup 5                                                      | Sankelmark, OT Munkwolstrup              | SL           | Urdolmen?                                             | |                                         |
| 30   |     | Großsteingrab Munkwolstrup 6                                                      | Sankelmark, OT Munkwolstrup              | SL           | erweiterter Dolmen?                                   | |                                         |
| 31   |     | Großsteingrab Munkwolstrup 7                                                      | Sankelmark, OT Munkwolstrup              | SL           |                                                       | |                                         |
| 11   | 212 | Großsteingrab Nebel 1                                                             | Nebel                                    | NF (Amrum)   | erweiterter Dolmen, Großdolmen                        | zwei Grabkammern in einem Hünenbett | Großsteingrab Nebel 1                   |
| 12   |     | Großsteingrab Nebel 2 (Großsteingrab Steenodde)                                   | Nebel, OT Steenodde                      | NF (Amrum)   | erweiterter Dolmen                                    | | Großsteingrab Nebel 2                   |
| 238  |     | Großsteingrab Negernbötel 1                                                       | Negernbötel                              | SE           | Großdolmen                                            | Grabung 1914 |                                         |
| 239  |     | Großsteingrab Negernbötel 2                                                       | Negernbötel                              | SE           | unbekannt                                             | Grabung 1914 |                                         |
| 240  |     | Großsteingrab Negernbötel 3                                                       | Negernbötel                              | SE           | unbekannt                                             | |                                         |
| 241  |     | Großsteingrab Negernbötel 4                                                       | Negernbötel                              | SE           | unbekannt                                             | |                                         |
|      |     | Großsteingrab Negernbötel 5                                                       | Negernbötel                              | SE           | unbekannt                                             | |                                         |
| 221  |     | Großsteingrab Nehmten 1                                                           | Nehmten                                  | PLÖ          | unbekannt                                             | |                                         |
| 222  |     | Großsteingrab Nehmten 2                                                           | Nehmten                                  | PLÖ          | unbekannt                                             | |                                         |
| 223  |     | Großsteingrab Nehmten 3                                                           | Nehmten                                  | PLÖ          | erweiterter Dolmen                                    | |                                         |
| 225  |     | Großsteingrab Nehmten 4                                                           | Nehmten                                  | PLÖ          | unbekannt                                             | |                                         |
| 224  |     | Großsteingrab Nehmten 5                                                           | Nehmten                                  | PLÖ          | unbekannt                                             | |                                         |
| 226  |     | Großsteingrab Nehmten 6                                                           | Nehmten                                  | PLÖ          | unbekannt                                             | |                                         |
| 227  |     | Großsteingrab Nehmten 7                                                           | Nehmten                                  | PLÖ          | unbekannt                                             | |                                         |
|      | 1   | Großsteingrab Neu Duvenstedt 1                                                    | Neu Duvenstedt                           | RD           |                                                       | stark gestört |                                         |
|      | 2   | Großsteingrab Neu Duvenstedt 2                                                    | Neu Duvenstedt                           | RD           |                                                       | stark gestört |                                         |
|      | 3   | Großsteingrab Neu Duvenstedt 3                                                    | Neu Duvenstedt                           | RD           |                                                       | stark gestört |                                         |
| 270  |     | Großsteingrab Neutestorf 1                                                        | Wangels, OT Neutestorf                   | OH           | Ganggrab                                              | | Großsteingrab Neutestorf 1              |
| 271  |     | Großsteingrab Neutestorf 2                                                        | Wangels, OT Neutestorf                   | OH           | Ganggrab (Holsteiner Kammer)                          | Grabung 1933 | Großsteingrab Neutestorf 2              |
| 111  |     | Großsteingrab Noer 1                                                              | Noer                                     | RD           | erweiterter Dolmen (2×), Urdolmen                     | drei Grabkammern in einem Hünenbett |                                         |
| 112  |     | Großsteingrab Noer 2                                                              | Noer                                     | RD           | unbekannt                                             | |                                         |
| 113  |     | Großsteingrab Noer 3                                                              | Noer                                     | RD           | unbekannt                                             | |                                         |
| 247  |     | Großsteingrab Offendorf                                                           | Ratekau, OT Offendorf                    | OH           |                                                       | | Großsteingrab Offendorf                 |
| 48   |     | Großsteingrab Olpenitz                                                            | Kappeln, OT Olpenitz                     | SL           | erweiterter Dolmen                                    | zwei Grabkammern in einem Hünenbett | Großsteingrab Olpenitz                  |
| 157  |     | Großsteingrab Ostenfeld                                                           | Bovenau                                  | RD           | 1: erweiterter Dolmen 2: Ganggrab (Holsteiner Kammer) | zwei Grabkammern in einem Hünenbett |                                         |
|      | 4   | Großsteingrab Ostenfeld (Husum) („Gussienberg“, „Janhau“)                         | Ostenfeld (Husum)                        | NF           | erweiterter Dolmen                                    | Hügelschüttung Ende des 19. Jahrhunderts teilweise abgetragen, Grabkammer 1891 freigelegt und untersucht                                                |                                         |
|      | 5   | Großsteingrab Ostenfeld 2                                                         | Ostenfeld (Rendsburg)                    | RD           |                                                       | stark gestört |                                         |
|      | 13  | Großsteingrab Ostenfeld 3                                                         | Ostenfeld (Rendsburg)                    | RD           |                                                       | |                                         |
|      | 15  | Großsteingrab Ostenfeld 4                                                         | Ostenfeld (Rendsburg)                    | RD           |                                                       | stark gestört |                                         |
|      | 25  | Großsteingrab Ostenfeld 5                                                         | Ostenfeld (Rendsburg)                    | RD           |                                                       | stark gestört |                                         |
|      | 35  | Großsteingrab Ostenfeld 6                                                         | Ostenfeld (Rendsburg)                    | RD           |                                                       | stark gestört |                                         |
|      | 39  | Großsteingrab Ostenfeld 7                                                         | Ostenfeld (Rendsburg)                    | RD           |                                                       | stark gestört |                                         |
|      |     | Großsteingrab Ostenfeld 8                                                         | Ostenfeld (Rendsburg)                    | RD           |                                                       | Großsteingrab und Siedlung, stark gestört |                                         |
|      | 83  | Großsteingrab Owschlag 1                                                          | Owschlag                                 | RD           |                                                       | stark gestört |                                         |
|      | 91  | Großsteingrab Owschlag 2                                                          | Owschlag                                 | RD           |                                                       | stark gestört |                                         |
|      | 111 | Großsteingrab Owschlag 3                                                          | Owschlag                                 | RD           |                                                       | stark gestört |                                         |
|      | 126 | Großsteingrab Owschlag 4                                                          | Owschlag                                 | RD           |                                                       | stark gestört |                                         |
|      | 127 | Großsteingrab Owschlag 5                                                          | Owschlag                                 | RD           |                                                       | stark gestört |                                         |
|      | 128 | Großsteingrab Owschlag 6                                                          | Owschlag                                 | RD           |                                                       | stark gestört |                                         |
|      |     | Großsteingrab Owschlag 7                                                          | Owschlag                                 | RD           |                                                       | stark gestört |                                         |
| 187  |     | Großsteingrab Panker 1                                                            | Panker                                   | PLÖ          | erweiterter Dolmen                                    | | Großsteingrab Panker 1                  |
| 188  |     | Großsteingrab Panker 2                                                            | Panker                                   | PLÖ          | unbekannt                                             | | Großsteingrab Panker 2                  |
| 248  |     | Großsteingrab Pöppendorf                                                          | Lübeck, OT Kücknitz (Pöppendorf)         | HL           | Ganggrab (Holsteiner Kammer)                          | | Großsteingrab Pöppendorf                |
| 39   |     | Großsteingrab Poppholz („Poppostein“, „Taufstein“)                                | Sieverstedt, OT Poppholz                 | SL           | erweiterter Dolmen                                    | | Großsteingrab Poppholz                  |
| 180  |     | Großsteingrab Probsteierhagen                                                     | Probsteierhagen                          | PLÖ          | vermutlich erweiterter Dolmen                         | | Großsteingrab Probsteihagen             |
| 179  | 15  | Großsteingrab Puls LA 15                                                          | Puls                                     | IZ           | unbekannt                                             | nur noch die Hügelschüttung ist vorhanden | Großsteingrab Puls 1                    |
| 257  |     | Großsteingrab Putlos 1                                                            | Wangels, OT Weißenhäuser Strand (Putlos) | OH           | erweiterter Dolmen                                    | drei Grabkammern in einem Hünenbett |                                         |
| 258  |     | Großsteingrab Putlos 2                                                            | Wangels, OT Weißenhäuser Strand (Putlos) | OH           |                                                       | |                                         |
| 259  |     | Großsteingrab Putlos 3                                                            | Wangels, OT Weißenhäuser Strand (Putlos) | OH           | Urdolmen                                              | |                                         |
| 260  |     | Großsteingrab Putlos 4                                                            | Wangels, OT Weißenhäuser Strand (Putlos) | OH           | erweiterter Dolmen                                    | |                                         |
| 261  |     | Großsteingrab Putlos 5                                                            | Wangels, OT Weißenhäuser Strand (Putlos) | OH           | erweiterter Dolmen                                    | |                                         |
| 262  |     | Großsteingrab Putlos 6                                                            | Wangels, OT Weißenhäuser Strand (Putlos) | OH           |                                                       | |                                         |
| 263  |     | Großsteingrab Putlos 7                                                            | Wangels, OT Weißenhäuser Strand (Putlos) | OH           |                                                       | |                                         |
| 264  |     | Großsteingrab Putlos 8                                                            | Wangels, OT Weißenhäuser Strand (Putlos) | OH           |                                                       | |                                         |
|      | 16  | Großsteingrab Rade b. Rendsburg 1                                                 | Rade b. Rendsburg                        | RD           |                                                       | stark gestört |                                         |
|      | 24  | Großsteingrab Rade b. Rendsburg 2                                                 | Rade b. Rendsburg                        | RD           |                                                       | stark gestört |                                         |
|      | 25  | Großsteingrab Rade b. Rendsburg 3                                                 | Rade b. Rendsburg                        | RD           |                                                       | stark gestört |                                         |
| 72   |     | Großsteingrab Ramsdorf 2                                                          | Owschlag, OT Ramsdorf                    | RD           | unbekannt                                             | Grabung 1896 |                                         |
|      | 33  | Großsteingrab Rantrum                                                             | Rantrum                                  | NF           | unbekannt                                             | nur noch Teile der Hügelschüttung erhalten |                                         |
| 202  |     | Großsteingrab Rantzau                                                             | Rantzau                                  | PLÖ          | erweiterter Dolmen                                    | |                                         |
| 196  |     | Großsteingrab Rastorf 1                                                           | Rastorf                                  | PLÖ          | erweiterter Dolmen                                    | |                                         |
| 197  |     | Großsteingrab Rastorf 2                                                           | Rastorf                                  | PLÖ          | unbekannt                                             | |                                         |
| 198  |     | Großsteingrab Rastorf 3                                                           | Rastorf                                  | PLÖ          | unbekannt                                             | |                                         |
|      | 200 | Großsteingrab Ratekau 2                                                           | Ratekau                                  | OH           | erweiterter Dolmen                                    | | Großsteingrab Ratekau LA 200            |
|      |     | Großsteingrab Ratekau 3                                                           | Ratekau                                  | OH           |                                                       | |                                         |
|      |     | Großsteingrab Ratekau 4                                                           | Ratekau                                  | OH           |                                                       | |                                         |
|      |     | Großsteingrab Ratekau 5                                                           | Ratekau                                  | OH           |                                                       | |                                         |
|      |     | Großsteingrab Ratekau 6                                                           | Ratekau                                  | OH           |                                                       | |                                         |
|      |     | Großsteingrab Ratekau 7                                                           | Ratekau                                  | OH           |                                                       | |                                         |
| 40   |     | Großsteingrab Rehbergholz („Pinnesgrab“)                                          | Mittelangeln, OT Rehberg                 | SL           | erweiterter Dolmen                                    | | Großsteingrab Rehbergholz               |
| 286  | 3   | Großsteingrab Reinfeld LA 3                                                       | Reinfeld (Holstein)                      | OD           | Großdolmen oder Ganggrab                              | Grabung 1919 und 1936, restauriert | Großsteingrab Reinfeld                  |
|      | 18  | Großsteingrab Rickert                                                             | Rickert                                  | RD           |                                                       | |                                         |
| 61   |     | Großsteingrab Rothensande 1                                                       | Kappeln, OT Olpenitz                     | RD           | erweiterter Dolmen                                    | | Großsteingrab Rothensande 1             |
| 62   |     | Großsteingrab Rothensande 2                                                       | Kappeln, OT Olpenitz                     | RD           | erweiterter Dolmen                                    | | Großsteingrab Rothensande 2             |
| 63   |     | Großsteingrab Rothensande 3                                                       | Kappeln, OT Olpenitz                     | RD           | Polygonaldolmen, Großdolmen                           | zwei Grabkammern in einer Hügelschüttung | Großsteingrab Rothensande 3             |
| 64   |     | Großsteingrab Rothensande 4                                                       | Kappeln, OT Olpenitz                     | RD           | erweiterter Dolmen                                    | | Großsteingrab Rothensande 4             |
| 98   |     | Großsteingrab Rothenstein                                                         | Neudorf-Bornstein, OT Rothenstein        | RD           | unbekannt                                             | |                                         |
| 289  |     | Großsteingrab Sachsenwald Alter Hau 1 („Steenaben“)                               | Sachsenwald (Gemeindefreies Gebiet)      | RZ           | kammerloses Hünenbett                                 | | Großsteingrab Sachsenwald Alter Hau 1   |
| 290  |     | Großsteingrab Sachsenwald Alter Hau 2                                             | Sachsenwald (Gemeindefreies Gebiet)      | RZ           | kammerloses Hünenbett                                 | |                                         |
| 291  | 913 | Großsteingrab Sachsenwald Alter Hau 3                                             | Sachsenwald (Gemeindefreies Gebiet)      | RZ           | kammerloses Hünenbett                                 | | Großsteingrab Sachsenwald Alter Hau 3   |
| 292  | 981 | Großsteingrab Sachsenwald Alter Hau 4                                             | Sachsenwald (Gemeindefreies Gebiet)      | RZ           | kammerloses Hünenbett                                 | |                                         |
| 293  | 916 | Großsteingrab Sachsenwald Alter Hau 5                                             | Sachsenwald (Gemeindefreies Gebiet)      | RZ           | kammerloses Hünenbett                                 | |                                         |
| 294  | 914 | Großsteingrab Sachsenwald Alter Hau 6                                             | Sachsenwald (Gemeindefreies Gebiet)      | RZ           | kammerloses Hünenbett                                 | |                                         |
|      |     | Großsteingrab Sachsenwald Alter Hau 7                                             | Sachsenwald (Gemeindefreies Gebiet)      | RZ           |                                                       | |                                         |
| 295  |     | Großsteingrab Sachsenwald Alter Hau 8                                             | Sachsenwald (Gemeindefreies Gebiet)      | RZ           | erweiterter Dolmen                                    | |                                         |
| 296  |     | Großsteingrab Sachsenwald Brandhorst 1                                            | Sachsenwald (Gemeindefreies Gebiet)      | RZ           | kammerloses Hünenbett                                 | |                                         |
| 297  |     | Großsteingrab Sachsenwald Brandhorst 2                                            | Sachsenwald (Gemeindefreies Gebiet)      | RZ           | kammerloses Hünenbett                                 | |                                         |
| 303a |     | Großsteingrab Sachsenwald Fahrenhorst 1                                           | Sachsenwald (Gemeindefreies Gebiet)      | RZ           |                                                       | | Großsteingrab Sachsenwald Fahrenhorst 1 |
| 303b |     | Großsteingrab Sachsenwald Fahrenhorst 2                                           | Sachsenwald (Gemeindefreies Gebiet)      | RZ           | kammerloses Hünenbett                                 | | Großsteingrab Sachsenwald Fahrenhorst 2 |
| 303c |     | Großsteingrab Sachsenwald Fahrenhorst 3                                           | Sachsenwald (Gemeindefreies Gebiet)      | RZ           | kammerloses Hünenbett                                 | | Großsteingrab Sachsenwald Fahrenhorst 3 |
|      |     | Großsteingrab Sachsenwald Friedrichsruh 1                                         | Sachsenwald (Gemeindefreies Gebiet)      | RZ           |                                                       | |                                         |
|      |     | Großsteingrab Sachsenwald Friedrichsruh 2                                         | Sachsenwald (Gemeindefreies Gebiet)      | RZ           |                                                       | |                                         |
|      |     | Großsteingrab Sachsenwald Friedrichsruh 3                                         | Sachsenwald (Gemeindefreies Gebiet)      | RZ           |                                                       | |                                         |
|      |     | Großsteingrab Sachsenwald Friedrichsruh 4                                         | Sachsenwald (Gemeindefreies Gebiet)      | RZ           |                                                       | |                                         |
|      |     | Großsteingrab Sachsenwald Friedrichsruh 5                                         | Sachsenwald (Gemeindefreies Gebiet)      | RZ           |                                                       | |                                         |
|      |     | Großsteingrab Sachsenwald Friedrichsruh 6                                         | Sachsenwald (Gemeindefreies Gebiet)      | RZ           |                                                       | |                                         |
|      |     | Großsteingrab Sachsenwald Friedrichsruh 7                                         | Sachsenwald (Gemeindefreies Gebiet)      | RZ           |                                                       | |                                         |
|      |     | Großsteingrab Sachsenwald Friedrichsruh 8                                         | Sachsenwald (Gemeindefreies Gebiet)      | RZ           |                                                       | |                                         |
|      |     | Großsteingrab Sachsenwald Friedrichsruh 9                                         | Sachsenwald (Gemeindefreies Gebiet)      | RZ           |                                                       | |                                         |
|      |     | Großsteingrab Sachsenwald Friedrichsruh 10                                        | Sachsenwald (Gemeindefreies Gebiet)      | RZ           |                                                       | |                                         |
| 302  |     | Großsteingrab Sachsenwald Heinshorst                                              | Sachsenwald (Gemeindefreies Gebiet)      | RZ           | kammerloses Hünenbett                                 | |                                         |
| 298  |     | Großsteingrab Sachsenwald Saupark 1                                               | Sachsenwald (Gemeindefreies Gebiet)      | RZ           | erweiterter Dolmen                                    | |                                         |
| 299  |     | Großsteingrab Sachsenwald Saupark 2                                               | Sachsenwald (Gemeindefreies Gebiet)      | RZ           |                                                       | | Großsteingrab Sachsenwald Saupark 2     |
| 300  |     | Großsteingrab Sachsenwald Saupark 3                                               | Sachsenwald (Gemeindefreies Gebiet)      | RZ           | kammerloses Hünenbett                                 | |                                         |
| 301  |     | Großsteingrab Sachsenwald Saupark 4                                               | Sachsenwald (Gemeindefreies Gebiet)      | RZ           | kammerloses Hünenbett                                 | |                                         |
|      | 14  | Großsteingrab Sankt Michaelisdonn                                                 | Sankt Michaelisdonn                      | HEI          | erweiterter Dolmen                                    | zwei Grabkammern in einem Hünenbett; 1975 im Zuge der Flugplatz-Erweiterung untersucht                                                                  |                                         |
| 47a  |     | Großsteingrab Schuby 1 („Dronninghoi“)                                            | Schuby                                   | SL           |                                                       | Im gleichen Hügel wie Grab Schuby 2 |                                         |
| 47b  |     | Großsteingrab Schuby 2 („Dronninghoi“)                                            | Schuby                                   | SL           |                                                       | Im gleichen Hügel wie Grab Schuby 1 |                                         |
|      | 20  | Großsteingrab Schülldorf 2                                                        | Schülldorf                               | RD           |                                                       | stark gestört, Einordnung als Großsteingrab unsicher |                                         |
|      | 43  | Großsteingrab Schülldorf 3                                                        | Schülldorf                               | RD           |                                                       | stark gestört |                                         |
|      | 45  | Großsteingrab Schülldorf 4                                                        | Schülldorf                               | RD           |                                                       | stark gestört |                                         |
|      | 52  | Großsteingrab Schülldorf 5                                                        | Schülldorf                               | RD           |                                                       | stark gestört |                                         |
|      | 4   | Großsteingrab Schwesing 1                                                         | Schwesing                                | NF           |                                                       | |                                         |
|      | 48  | Großsteingrab Schwesing 6                                                         | Schwesing                                | NF           |                                                       | |                                         |
|      | 1   | Großsteingrab Schwabstedt                                                         | Schwabstedt                              | NF           | Ganggrab                                              | 1966 entdeckt und ausgegraben. Die ursprünglichen Kammersteine waren nicht mehr vorhanden und wurden aus umliegenden Findlingen rekonstruiert.          | Großsteingrab Schwabstedt               |
| 176  |     | Großsteingrab Seedorf                                                             | Borgdorf-Seedorf, OT Seedorf             | RD           | erweiterter Dolmen                                    | |                                         |
|      | 1   | Großsteingrab Sehestedt 1                                                         | Sehestedt                                | RD           |                                                       | stark gestört |                                         |
|      | 35  | Großsteingrab Sehestedt 2                                                         | Sehestedt                                | RD           |                                                       | stark gestört |                                         |
|      | 46  | Großsteingrab Sehestedt 3                                                         | Sehestedt                                | RD           |                                                       | stark gestört |                                         |
|      | 49  | Großsteingrab Sehestedt 4                                                         | Sehestedt                                | RD           |                                                       | stark gestört |                                         |
|      | 50  | Großsteingrab Sehestedt 5                                                         | Sehestedt                                | RD           |                                                       | stark gestört |                                         |
|      |     | Großsteingrab Sehestedt 6                                                         | Sehestedt                                | RD           |                                                       | |                                         |
| 22   |     | Großsteingrab Siegum                                                              | Munkbrarup, OT Siegum                    | SL           | erweiterter Dolmen                                    | | Großsteingrab Siegum                    |
| 283  |     | Großsteingrab Sierhagen 1                                                         | Altenkrempe, OT Sierhagen                | OH           | vermutlich Ganggrab                                   | |                                         |
| 284  |     | Großsteingrab Sierhagen 2                                                         | Altenkrempe, OT Sierhagen                | OH           | Ganggrab (Holsteiner Kammer)                          | |                                         |
| 245  |     | Großsteingrab Sieversdorf                                                         | Malente, OT Sieversdorf                  | OH           | erweiterter Dolmen                                    | |                                         |
|      |     | Großsteingrab Siggen                                                              | Heringsdorf, OT Siggen                   | OH           | unbekannt                                             | |                                         |
|      | 4   | Großsteingrab Sirksfelde                                                          | Sirksfelde                               | RZ           | unbekannt                                             | nur noch die Hügelschüttung, wenige Umfassungssteine und ein möglicher gesprengter Kammerstein erhalten, bei Sprockhoff irrtümlich als zerstört geführt |                                         |
| 189  |     | Großsteingrab Söhren                                                              | Dobersdorf                               | PLÖ          | unbekannt                                             | teilweise zu einem Denkmal umgearbeitet |                                         |
| 65   |     | Großsteingrab Sophienhof                                                          | Waabs, OT Sophienhof                     | RD           | erweiterter Dolmen                                    | | Großsteingrab Sophienhof                |
| 256  |     | Großsteingrab Staberdorf                                                          | Fehmarn, OT Staberdorf                   | OH (Fehmarn) |                                                       | | Großsteingrab Staberdorf                |
| 41   |     | Großsteingrab Süderfahrenstedt 4                                                  | Süderfahrenstedt                         | SL           |                                                       | |                                         |
| 140  | 1   | Großsteingrab Süderholm (Großsteingrab Heide LA 1)                                | Heide, OT Süderholm-Bennewohld           | HEI          | erweiterter Dolmen                                    | nur noch drei Steine vorhanden |                                         |
| 38   |     | Großsteingrab Süderschmedeby                                                      | Sieverstedt, OT Süderschmedeby           | SL           | Polygonaldolmen?                                      | |                                         |
| 278  |     | Großsteingrab Süssau 1                                                            | Heringsdorf, OT Süssau                   | OH           | Großdolmen oder Ganggrab                              | |                                         |
| 279  |     | Großsteingrab Süssau 2                                                            | Heringsdorf, OT Süssau                   | OH           | unbekannt                                             | |                                         |
| 231  |     | Großsteingrab Tarbek 1                                                            | Tarbek                                   | SE           | erweiterter Dolmen                                    | |                                         |
| 232  |     | Großsteingrab Tarbek 2                                                            | Tarbek                                   | SE           |                                                       | |                                         |
| 153  | 30  | Großsteingrab Tensbüttel (Großsteingrab Tensbüttel-Röst LA 30)                    | Tensbüttel-Röst, OT Tensbüttel           | HEI          | Polygonaldolmen                                       | Hügelschüttung stark gestört, aktueller Zustand der Grabkammer unklar                                                                                   |                                         |
| 237  |     | Großsteingrab Tensfeld                                                            | Tensfeld                                 | SE           | erweiterter Dolmen                                    | |                                         |
| 274  |     | Großsteingrab Testorf                                                             | Wangels, OT Testorf                      | OH           | Ganggrab (Holsteiner Kammer)                          | |                                         |
| 177  | 3   | Großsteingrab Thaden 1                                                            | Thaden                                   | RD           | Ganggrab (Holsteiner Kammer)                          | |                                         |
| 178  | 2   | Großsteingrab Thaden 2                                                            | Thaden                                   | RD           | unbekannt                                             | |                                         |
|      | 6   | Großsteingrab Thaden 3                                                            | Thaden                                   | RD           | unbekannt                                             | |                                         |
|      | 8   | Großsteingrab Thaden 4                                                            | Thaden                                   | RD           | unbekannt                                             | |                                         |
|      | 37  | Großsteingrab Tinnum                                                              | Sylt, OT Tinnum                          | NF (Sylt)    | kammerloses Hünenbett                                 | |                                         |
| 13   |     | Großsteingrab Utersum 1 (Großsteingrab Sunberig)                                  | Utersum                                  | NF (Föhr)    | erweiterter Dolmen                                    | Kistenartiger Dolmen | Großsteingrab Sunberig                  |
|      |     | Großsteingrab Wasserleben („Räuberhauptmannsberg“)                                | Harrislee, OT Wasserleben                | SL           |                                                       | | Großsteingrab Wasserleben               |
| 137  | 10  | Großsteingrab Weddingstedt                                                        | Weddingstedt                             | HEI          | Ganggrab (Holsteiner Kammer)                          | | Großsteingrab Weddingstedt              |
|      | 8   | Großsteingrab Wennbüttel LA 8                                                     | Wennbüttel                               | HEI          | unbekannt (vermutlich Großsteingrab)                  | |                                         |
|      |     | Großsteingrab Wennbüttel (ohne Nr.)                                               | Wennbüttel                               | HEI          | unbekannt (vermutlich Großsteingrab)                  | |                                         |
| 4    |     | Großsteingrab Wenningstedt („Denghoog“)                                           | Wenningstedt-Braderup (Sylt)             | NF (Sylt)    | Ganggrab                                              | | Großsteingrab Wenningstedt              |
|      | 46  | Großsteingrab Westerland 1                                                        | Sylt, OT Westerland                      | NF (Sylt)    |                                                       | |                                         |
|      | 47  | Großsteingrab Westerland 2                                                        | Sylt, OT Westerland                      | NF (Sylt)    |                                                       | |                                         |
| 209  |     | Großsteingrab Wetterade                                                           | Helmstorf, OT Wetterade                  | PLÖ          | erweiterter Dolmen                                    | |                                         |
| 199  |     | Großsteingrab Wildenhorst                                                         | Rastorf, OT Wildenhorst                  | PLÖ          | Großdolmen                                            | |                                         |
| 74   |     | Großsteingrab Windeby                                                             | Windeby                                  | RD           | unbekannt                                             | |                                         |
| 243  | 10  | Großsteingrab Wittenborn                                                          | Wittenborn                               | SE           | erweiterter Dolmen                                    | | Großsteingrab Wittenborn                |
|      | 11  | Großsteingrab Wulksfelde                                                          | Tangstedt, OT Wulksfelde                 | OD           | unbekannt                                             | nur noch verflachte Hügelschüttung erhalten |                                         |

### Umgesetzte Gräber
| Spr. | LA | Grab                                                  | Ort                   | Kreis     | Typ                          | Anmerkungen | Bild                        |
| ---- | -- | ----------------------------------------------------- | --------------------- | --------- | ---------------------------- | --- | --------------------------- |
| 155  |    | Großsteingrab Büdelsdorf 1                            | Büdelsdorf            | RD        | Urdolmen                     | um 300 m vom ursprünglichen Standort versetzt                                                                                       | Großsteingrab Büdelsdorf 1  |
|      |    | Großsteingrab Büdelsdorf 2                            | Büdelsdorf            | RD        | erweiterter Dolmen           | | Großsteingrab Büdelsdorf 2  |
| 154  | 71 | Großsteingrab Frestedt                                | Frestedt              | HEI       | erweiterter Dolmen           | 1984 ins Heimatmuseum von Heide umgesetzt, nach dessen Schließung im Archäologisch-Ökologischen Zentrum Albersdorf rekonstruiert    | Großsteingrab Frestedt      |
|      |    | Großsteingrab Goosefeld 5                             | Goosefeld             | RD        | Ganggrab                     | 2020 entdeckt, Grabung 2021, 2023/24 etwa 200 m südlich des ursprünglichen Standorts in der Nähe von Grab Goosefeld 1 rekonstruiert |                             |
|      | 3  | Großsteingrab Lieth LA 3 (Großsteingrab Hemmingstedt) | Lieth                 | HEI       | Ganggrab                     | Grabung 1961, umgesetzt auf den Friedhof von Hemmingstedt                                                                           |                             |
| 104  | 27 | Großsteingrab Hohenkamp                               | Noer, OT Lindhöft     | RD        | erweiterter Dolmen           | um etwa 3 km vom ursprünglichen Standort in ein Waldstück bei Altenhof OT Schnellmark versetzt                                      |                             |
| 5    | 70 | Großsteingrab Keitum („Harhoog“)                      | Sylt, OT Keitum       | NF (Sylt) | erweiterter Dolmen           | ursprünglich 300 m nördlich der Straße von Keitum nach Tinnum gelegen; 1954 an den südöstlichen Ortsausgang von Keitum verlegt      | Großsteingrab Keitum        |
| 45   |    | Großsteingrab Lottorf 1                               | Lottorf               | SL        | erweiterter Dolmen           | an die Bundesautobahn 7 verlegt |                             |
| 46   |    | Großsteingrab Lottorf 2                               | Lottorf               | SL        | erweiterter Dolmen           | steht heute auf dem Gelände der Christian-Albrechts-Universität Kiel                                                                |                             |
|      |    | Großsteingrab Malente                                 | Malente               | OH        |                              | | Großsteingrab Malente       |
|      |    | Großsteingrab Mildstedt                               | Mildstedt             | NF        | erweiterter Dolmen           | ursprünglich in Voßberg auf dem Gemeindegebiet von Rantrum gelegen, 1981 um 1,5 km nach Westen versetzt                             | Großsteingrab Mildstedt     |
| 71   | 54 | Großsteingrab Ramsdorf 1                              | Owschlag, OT Ramsdorf | RD        | erweiterter Dolmen           | 1956 wissenschaftlich untersucht, später um etwa 400 m vom ursprünglichen Standort versetzt                                         |                             |
| 139  | 33 | Großsteingrab Schalkholz-Vierth                       | Schalkholz            | HEI       | Ganggrab                     | Grabung 1876 und 1969/70, 1970 in den Stadtpark von Heide umgesetzt, 2021 zurück nach Schalkholz verbracht                          | Großsteingrab Schalkholz    |
|      | 69 | Großsteingrab Wangels LA 69                           | Wangels (Farve)       | OH        | Ganggrab (Holsteiner Kammer) | Langhügel mit Holsteiner Kammer, Grabung 2010–2014, umgesetzt auf das Gelände der Christian-Albrechts-Universität Kiel              | Großsteingrab Wangels LA 69 |
|      | 14 | Großsteingrab Warringholz                             | Warringholz           | IZ        | Ganggrab                     | umgesetzt nach Itzehoe | Großsteingrab Warrigholz    |

### Zerstörte Gräber
| Spr. | LA  | Grab                                                               | Ort                                           | Kreis        | Typ                                  | Anmerkungen | Bild                                               |
| ---- | --- | ------------------------------------------------------------------ | --------------------------------------------- | ------------ | ------------------------------------ | --- | -------------------------------------------------- |
|      | 19  | Großsteingrab Aasbüttel                                            | Aasbüttel                                     | IZ           | unbekannt                            | |                                                    |
|      | 71  | Großsteingrab Albersdorf LA 71                                     | Albersdorf                                    | HEI          | unbekannt                            | Funde von verbranntem Feuerstein |                                                    |
|      |     | Großsteingrab Albersdorf (ohne Nr.)                                | Albersdorf                                    | HEI          | unbekannt                            | genaue Lage unbekannt |                                                    |
|      | 73  | Großsteingrab Alt Duvenstedt 18                                    | Alt Duvenstedt                                | RD           |                                      | |                                                    |
| 95   | 23  | Großsteingrab Altenhof 3                                           | Altenhof                                      | RD           | erweiterter Dolmen                   | Grabung 1963, anschließend im Zuge der Erweiterung der B 76 zerstört. |                                                    |
|      | 71  | Großsteingrab Archsum 5 („Tjülseker“)                              | Sylt, OT Archsum                              | NF (Sylt)    |                                      | |                                                    |
|      | 40  | Großsteingrab Arkebek LA 40                                        | Arkebek                                       | HEI          | Polygonaldolmen                      | |                                                    |
|      | 42  | Großsteingrab Arkebek LA 42                                        | Arkebek                                       | HEI          | unbekannt                            | |                                                    |
| 142  | 49  | Großsteingrab Arkebek LA 49                                        | Arkebek                                       | HEI          | Ganggrab (Holsteiner Kammer)         | |                                                    |
|      | 50  | Großsteingrab Arkebek LA 50                                        | Arkebek                                       | HEI          | unbekannt                            | |                                                    |
|      |     | Großsteingrab Arkebek (ohne Nr.)                                   | Arkebek                                       | HEI          | unbekannt (vermutlich Großsteingrab) | genaue Lage unbekannt |                                                    |
|      |     | Großsteingrab Arkebek (ohne Nr.)                                   | Arkebek                                       | HEI          | unbekannt (vermutlich Großsteingrab) | genaue Lage unbekannt |                                                    |
|      |     | Großsteingrab Arkebek (ohne Nr.)                                   | Arkebek                                       | HEI          | unbekannt (vermutlich Großsteingrab) | genaue Lage unbekannt |                                                    |
|      | 9   | Großsteingrab Arlewatt („Voßbarge“)                                | Arlewatt                                      | NF           | unbekannt                            | Mitte des 20. Jahrhunderts noch in Resten erhalten |                                                    |
| 159  |     | Großsteingrab Augustenhof 2                                        | Haßmoor (Augustenhof)                         | RD           |                                      | |                                                    |
|      | 10  | Großsteingrab Aukrug-Bargfeld                                      | Aukrug OT Bargfeld                            | RD           | unbekannt (vermutlich Großsteingrab) | |                                                    |
|      | 56  | Großsteingrab Aukrug-Böken                                         | Aukrug OT Böken                               | RD           | unbekannt                            | |                                                    |
|      |     | Großsteingrab Barg                                                 | Sörup, OT Barg                                | SL           |                                      | |                                                    |
|      | 5   | Großsteingrab Bargenstedt LA 5                                     | Bargenstedt                                   | HEI          | unbekannt                            | |                                                    |
|      | 38  | Großsteingrab Bargenstedt LA 38                                    | Bargenstedt                                   | HEI          | unbekannt (vermutlich Großsteingrab) | |                                                    |
|      | 40  | Großsteingrab Bargenstedt LA 40                                    | Bargenstedt                                   | HEI          | unbekannt (vermutlich Großsteingrab) | |                                                    |
|      | 41  | Großsteingrab Bargenstedt LA 41                                    | Bargenstedt                                   | HEI          | unbekannt (vermutlich Großsteingrab) | |                                                    |
|      | 6   | Großsteingrab Bargstedt-Holtdorf                                   | Bargstedt OT Holtdorf                         | RD           | unbekannt                            | |                                                    |
|      | 1   | Großsteingrab Barlt                                                | Barlt                                         | HEI          | unbekannt                            | bronzezeitliche Nachbestattungen |                                                    |
|      |     | Großsteingrab Bebensee                                             | Bebensee                                      | SE           |                                      | |                                                    |
|      | 2   | Großsteingrab Behrendorf                                           | Behrendorf                                    | NF           | unbekannt                            | nur noch Teile der Hügelschüttung und zwei Umfassungssteine erhalten |                                                    |
|      | 7   | Großsteingrab Bendorf LA 7                                         | Bendorf                                       | RD           | unbekannt                            | |                                                    |
|      | 8   | Großsteingrab Bendorf LA 8                                         | Bendorf                                       | RD           | unbekannt                            | |                                                    |
|      |     | Großsteingräber bei Bentfeld                                       | Schashagen, OT Bentfeld                       | OH           |                                      | mehrere zerstörte Gräber |                                                    |
|      |     | Großsteingrab Bergmühle 1                                          | Fehmarn, OT Wulfen (Bergmühle)                | OH (Fehmarn) |                                      | |                                                    |
|      |     | Großsteingrab Bergmühle 2                                          | Fehmarn, OT Wulfen (Bergmühle)                | OH (Fehmarn) |                                      | |                                                    |
|      |     | Großsteingrab Bergmühle 3                                          | Fehmarn, OT Wulfen (Bergmühle)                | OH (Fehmarn) |                                      | |                                                    |
|      |     | Großsteingrab Bergmühle 4                                          | Fehmarn, OT Wulfen (Bergmühle)                | OH (Fehmarn) |                                      | |                                                    |
|      | 28  | Großsteingrab Beringstedt                                          | Beringstedt                                   | RD           | unbekannt (vermutlich Großsteingrab) | Funde von Keramikscherben |                                                    |
|      | 32  | Großsteingrab Beringstedt                                          | Beringstedt                                   | RD           | unbekannt (vermutlich Großsteingrab) | |                                                    |
|      | 34  | Großsteingrab Beringstedt                                          | Beringstedt                                   | RD           | unbekannt (vermutlich Großsteingrab) | |                                                    |
|      | 1   | Großsteingrab Besenhorst 1                                         | Geesthacht, OT Besenhorst                     | RZ           | unbekannt                            | zerstört im 19. und frühen 20. Jahrhundert, Grabung 1888–1892 |                                                    |
|      | 2   | Großsteingrab Besenhorst 2                                         | Geesthacht, OT Besenhorst                     | RZ           | unbekannt                            | zerstört im 19. und frühen 20. Jahrhundert, Funde geborgen |                                                    |
|      |     | Großsteingrab Bisdorf („Kluntsteen“, „Klümpensteen“)               | Fehmarn, OT Bisdorf                           | OH (Fehmarn) |                                      | |                                                    |
| 21   |     | Großsteingrab Bockholm                                             | Glücksburg (Ostsee), OT Bockholm              | SL           | Polygonaldolmen                      | | Großsteingrab Bockholm                             |
|      | 8   | Großsteingrab Bohmstedt LA 8 („Stindäse“, „Steendesch“)            | Bohmstedt                                     | NF           | unbekannt                            | |                                                    |
|      |     | Großsteingrab Boltoft                                              | Sterup, OT Boltoft                            | SL           |                                      | |                                                    |
|      |     | Großsteingrab Bordesholm 1 (Fundstelle Vehling 17)                 | Bordesholm                                    | RD           |                                      | |                                                    |
|      |     | Großsteingrab Bordesholm 2 (Fundstelle Vehling 17/3)               | Bordesholm                                    | RD           |                                      | |                                                    |
|      |     | Großsteingrab Bordesholm 3 (Fundstelle 491)                        | Bordesholm                                    | RD           |                                      | |                                                    |
|      |     | Großsteingrab Bordesholm 4 (Fundstelle 681)                        | Bordesholm                                    | RD           |                                      | |                                                    |
|      |     | Großsteingrab Borgdorf                                             | Borgdorf-Seedorf, OT Borgdorf                 | RD           |                                      | |                                                    |
|      | 22  | Großsteingrab Borgstedt 12                                         | Borgstedt                                     | RD           |                                      | |                                                    |
|      | 26  | Großsteingrab Borgstedt 16                                         | Borgstedt                                     | RD           |                                      | |                                                    |
|      | 30  | Großsteingrab Borgstedt 20                                         | Borgstedt                                     | RD           |                                      | |                                                    |
|      |     | Großsteingrab Bornhöved 1                                          | Bornhöved                                     | SE           |                                      | |                                                    |
|      |     | Großsteingrab Bornhöved 2                                          | Bornhöved                                     | SE           |                                      | |                                                    |
|      |     | Großsteingrab Bornhöved 3                                          | Bornhöved                                     | SE           |                                      | |                                                    |
|      |     | Großsteingrab Bornhöved 4                                          | Bornhöved                                     | SE           |                                      | |                                                    |
|      |     | Großsteingrab Bornhöved 5                                          | Bornhöved                                     | SE           |                                      | |                                                    |
|      |     | Großsteingrab Bornhöved 6                                          | Bornhöved                                     | SE           |                                      | |                                                    |
|      |     | Großsteingrab Bornhöved 7                                          | Bornhöved                                     | SE           |                                      | |                                                    |
|      |     | Großsteingrab Bornhöved 8                                          | Bornhöved                                     | SE           |                                      | |                                                    |
|      |     | Großsteingrab Bornhöved 9                                          | Bornhöved                                     | SE           |                                      | |                                                    |
|      |     | Großsteingrab Bornhöved 10                                         | Bornhöved                                     | SE           |                                      | |                                                    |
|      |     | Großsteingrab Bornhöved 11                                         | Bornhöved                                     | SE           |                                      | |                                                    |
|      |     | Großsteingrab Bornhöved 12                                         | Bornhöved                                     | SE           |                                      | |                                                    |
|      |     | Großsteingrab Bornhöved 13                                         | Bornhöved                                     | SE           |                                      | |                                                    |
|      |     | Großsteingrab Bornhöved 14                                         | Bornhöved                                     | SE           |                                      | |                                                    |
|      |     | Großsteingrab Bornhöved 15                                         | Bornhöved                                     | SE           |                                      | |                                                    |
|      |     | Großsteingrab Bornhöved 16                                         | Bornhöved                                     | SE           |                                      | |                                                    |
|      |     | Großsteingrab Bornhöved 17                                         | Bornhöved                                     | SE           |                                      | |                                                    |
|      |     | Großsteingrab Bornhöved 18                                         | Bornhöved                                     | SE           |                                      | |                                                    |
|      |     | Großsteingrab Bornhöved 19                                         | Bornhöved                                     | SE           |                                      | |                                                    |
|      |     | Großsteingrab Bornhöved 20                                         | Bornhöved                                     | SE           |                                      | |                                                    |
|      |     | Großsteingrab Bornhöved 21                                         | Bornhöved                                     | SE           |                                      | |                                                    |
|      |     | Großsteingrab Bornhöved 22                                         | Bornhöved                                     | SE           |                                      | |                                                    |
|      |     | Großsteingrab Bornhöved 23                                         | Bornhöved                                     | SE           |                                      | |                                                    |
|      |     | Großsteingrab Bornhöved 24                                         | Bornhöved                                     | SE           |                                      | |                                                    |
|      |     | Großsteingrab Bornhöved 25                                         | Bornhöved                                     | SE           |                                      | |                                                    |
|      |     | Großsteingrab Bornhöved 26                                         | Bornhöved                                     | SE           |                                      | |                                                    |
|      |     | Großsteingrab Bornhöved 27                                         | Bornhöved                                     | SE           |                                      | |                                                    |
|      |     | Großsteingrab Bornhöved 28                                         | Bornhöved                                     | SE           |                                      | |                                                    |
|      |     | Großsteingrab Bornhöved 29                                         | Bornhöved                                     | SE           |                                      | |                                                    |
|      |     | Großsteingrab Bornhöved 30                                         | Bornhöved                                     | SE           |                                      | |                                                    |
| 156  |     | Großsteingrab Bovenau 2                                            | Bovenau                                       | RD           |                                      | |                                                    |
| 42   |     | Großsteingrab Brekling                                             | Nübel, OT Brekling                            | SL           | erweiterter Dolmen                   | 1894 zerstört |                                                    |
|      | 74  | Großsteingrab Brickeln LA 74                                       | Brickeln                                      | HEI          | unbekannt                            | 1865 zerstört |                                                    |
|      | 74  | Großsteingrab Brickeln LA 74                                       | Brickeln                                      | HEI          | unbekannt (vermutlich Großsteingrab) | Fund eines Feuersteinbeils |                                                    |
|      | 4   | Großsteingrab Brügge 1                                             | Brügge                                        | RD           | erweiterter Dolmen                   | |                                                    |
|      | 5   | Großsteingrab Brügge 2                                             | Brügge                                        | RD           | erweiterter Dolmen                   | |                                                    |
|      | 6   | Großsteingrab Brügge 3                                             | Brügge                                        | RD           | erweiterter Dolmen                   | |                                                    |
|      | 13  | Großsteingrab Brügge 4                                             | Brügge                                        | RD           |                                      | |                                                    |
|      | 14  | Großsteingrab Brügge 5                                             | Brügge                                        | RD           |                                      | |                                                    |
|      |     | Großsteingrab Bucholz                                              | Buchholz                                      | HEI          |                                      | |                                                    |
|      |     | Großsteingrab Bülk                                                 | Dänischenhagen/Schwedeneck/Strande (Gut Bülk) | RD           | erweiterter Dolmen                   | |                                                    |
|      | 3   | Großsteingrab Bünningstedt                                         | Ammersbek, OT Bünningstedt                    | OD           | vermutlich Großdolmen                | zerstört 1891, Funde geborgen |                                                    |
|      | 8   | Großsteingrab Busdorf 1                                            | Busdorf                                       | SL           | Ganggrab                             | |                                                    |
|      | 9   | Großsteingrab Busdorf 2                                            | Busdorf                                       | SL           |                                      | |                                                    |
|      | 10  | Großsteingrab Busdorf 3                                            | Busdorf                                       | SL           |                                      | |                                                    |
|      | 6   | Großsteingrab Christinenthal                                       | Christinenthal                                | IZ           | unbekannt (vermutlich Großsteingrab) | |                                                    |
|      | 2   | Großsteingrab Dahmsdorf                                            | Zarpen, OT Dahmsdorf                          | OD           | vermutlich erweiterter Dolmen        | zerstört in den 1950er Jahren oder früher, evtl. noch ein zweites zerstörtes Großsteingrab |                                                    |
| 233  |     | Großsteingrab Damsdorf 1                                           | Damsdorf                                      | SE           | unbekannt                            | zerstört 1925 |                                                    |
| 234  |     | Großsteingrab Damsdorf 2                                           | Damsdorf                                      | SE           | Ganggrab (Holsteiner Kammer)         | Grabung 1906, später zerstört, genaue Lage unbekannt |                                                    |
| 235  |     | Großsteingrab Damsdorf 3                                           | Damsdorf                                      | SE           | erweiterter Dolmen                   | Grabung 1906, später zerstört, genaue Lage unbekannt |                                                    |
| 236  |     | Großsteingrab Damsdorf 4                                           | Damsdorf                                      | SE           | erweiterter Dolmen                   | Grabung 1906, später zerstört, genaue Lage unbekannt |                                                    |
|      | 63  | Großsteingrab Dänischenhagen                                       | Dänischenhagen                                | RD           | erweiterter Dolmen                   | Grabung 1969 |                                                    |
|      | 14  | Großsteingrab Dargow LA 14                                         | Salem, OT Dargow                              | RZ           | unbekannt                            | zerstört im 18. und/oder 19. Jahrhundert, möglicherweise mehrere Gräber, Funde geborgen (verschollen) |                                                    |
|      | 15  | Großsteingrab Dargow LA 15                                         | Salem, OT Dargow                              | RZ           | unbekannt                            | zerstört nach 1835 |                                                    |
|      | 26  | Großsteingrab Dassendorf LA 26                                     | Dassendorf                                    | RZ           | unbekannt (2×)                       | zerstört im 19. und frühen 20. Jahrhundert, Grabung 1888–1892 |                                                    |
|      | 27  | Großsteingrab Dassendorf LA 27                                     | Dassendorf                                    | RZ           | unbekannt (3×?)                      | zerstört im 19. und frühen 20. Jahrhundert, Grabung 1888–1892 |                                                    |
|      | 28  | Großsteingrab Dassendorf LA 28                                     | Dassendorf                                    | RZ           | unbekannt                            | zerstört vor 1888, Nachgrabung 1888, Einordnung als Großsteingrab nicht sicher |                                                    |
|      |     | Großsteingrab Dazendorf 1                                          | Gremersdorf, OT Dazendorf                     | OH           | Urdolmen                             | |                                                    |
|      |     | Großsteingrab Dazendorf 2                                          | Gremersdorf, OT Dazendorf                     | OH           | Ganggrab (Holsteiner Kammer)         | |                                                    |
|      |     | Großsteingrab Dazendorf 3                                          | Gremersdorf, OT Dazendorf                     | OH           | erweiterter Dolmen                   | |                                                    |
|      |     | Großsteingrab Dollerup                                             | Dollerup                                      | SL           |                                      | Drei Grabkammern in einem Hünenbett |                                                    |
|      | 7   | Großsteingrab Drage LA 7                                           | Drage                                         | IZ           | unbekannt (vermutlich Großsteingrab) | |                                                    |
|      | 17  | Großsteingrab Drage LA 17                                          | Drage                                         | IZ           | unbekannt                            | |                                                    |
|      | 21  | Großsteingrab Drage LA 21                                          | Drage                                         | IZ           | unbekannt (vermutlich Großsteingrab) | |                                                    |
|      | 29  | Großsteingrab Drelsdorf („Bunebarg“)                               | Drelsdorf                                     | NF           | unbekannt                            | |                                                    |
|      | 14  | Großsteingrab Eckernförde                                          | Eckernförde                                   | RD           |                                      | |                                                    |
|      | 10  | Großsteingrab Eggstedt                                             | Eggstedt                                      | HEI          | unbekannt                            | Funde von verbranntem Feuerstein |                                                    |
| 174  |     | Großsteingrab Eisendorf 2                                          | Eisendorf                                     | RD           | erweiterter Dolmen                   | zerstört um 1904 |                                                    |
| 175  |     | Großsteingrab Eisendorf 3                                          | Eisendorf                                     | RD           | erweiterter Dolmen                   | zerstört um 1924 |                                                    |
|      |     | Großsteingrab Ellund                                               | Handewitt, OT Ellund                          | SL           |                                      | |                                                    |
|      | 35  | Großsteingrab Fahrendorf                                           | Kröppelshagen-Fahrendorf, OT Fahrendorf       | RZ           | unbekannt                            | mögliches Großsteingrab, zerstört im 19. Jahrhundert |                                                    |
|      | 1   | Großsteingrab Fedderingen LA 1                                     | Fedderingen                                   | HEI          | unbekannt                            | |                                                    |
|      | 8   | Großsteingrab Fedderingen LA 8                                     | Fedderingen                                   | HEI          | unbekannt                            | |                                                    |
|      | 9   | Großsteingrab Fedderingen LA 9                                     | Fedderingen                                   | HEI          | unbekannt                            | |                                                    |
|      | 11  | Großsteingrab Fedderingen LA 11                                    | Fedderingen                                   | HEI          | unbekannt                            | |                                                    |
|      | 20  | Großsteingrab Fedderingen LA 20                                    | Fedderingen                                   | HEI          | unbekannt (vermutlich Großsteingrab) | |                                                    |
|      | 46  | Großsteingrab Fedderingen LA 46                                    | Fedderingen                                   | HEI          | unbekannt                            | |                                                    |
|      | 50  | Großsteingrab Fedderingen LA 50                                    | Fedderingen                                   | HEI          | unbekannt                            | |                                                    |
|      | 3   | Großsteingrab Fitzen                                               | Fitzen                                        | RZ           | unbekannt                            | mögliches Großsteingrab, Reste 1938 entdeckt |                                                    |
|      | 10  | Großsteingrab Fleckeby-Götheby-Holm                                | Fleckeby, OT Götheby-Holm                     | RD           | erweiterter Dolmen                   | |                                                    |
|      |     | Großsteingrab Flehm 3                                              | Högsdorf, OT Flehm                            | PLÖ          |                                      | |                                                    |
|      | 5   | Großsteingrab Flensburg                                            | Flensburg                                     | FL           |                                      | |                                                    |
|      | 51  | Großsteingrab Fredeburg LA 51                                      | Fredeburg                                     | RZ           | unbekannt                            | mögliches Großsteingrab, noch eine Ansammlung (verschleppter?) Findlinge erhalten |                                                    |
|      | 1   | Großsteingrab Frestedt LA 1 („Felsengrab“)                         | Frestedt                                      | HEI          | vermutlich Ganggrab                  | |                                                    |
|      | 8   | Großsteingrab Frestedt LA 8                                        | Frestedt                                      | HEI          | unbekannt                            | |                                                    |
|      | 10  | Großsteingrab Frestedt LA 10                                       | Frestedt                                      | HEI          | unbekannt                            | |                                                    |
|      | 11  | Großsteingrab Frestedt LA 11                                       | Frestedt                                      | HEI          | unbekannt                            | |                                                    |
|      | 66  | Großsteingrab Frestedt LA 66 (1)                                   | Frestedt                                      | HEI          | unbekannt                            | |                                                    |
|      | 66  | Großsteingrab Frestedt LA 66 (2)                                   | Frestedt                                      | HEI          | unbekannt                            | |                                                    |
|      | 66  | Großsteingrab Frestedt LA 66 (3)                                   | Frestedt                                      | HEI          | unbekannt                            | |                                                    |
|      | 73  | Großsteingrab Frestedt LA 73                                       | Frestedt                                      | HEI          | unbekannt (vermutlich Großsteingrab) | |                                                    |
|      |     | Großsteingrab Freudenholm                                          | Schellhorn, OT Freudenholm                    | PLÖ          |                                      | |                                                    |
|      |     | Großsteingrab Frörup                                               | Oeversee, OT Frörup                           | SL           |                                      | |                                                    |
|      |     | Großsteingräber bei Futterkamp                                     | Blekendorf, OT Futterkamp                     | PLÖ          |                                      | mehrere zerstörte Gräber |                                                    |
|      |     | Großsteingrab Gahlendorf („Opfergrab“)                             | Fehmarn, OT Gahlendorf                        | OH (Fehmarn) |                                      | |                                                    |
|      | 6   | Großsteingrab Gammelby-Eichtal 2                                   | Gammelby, OT Eichtal                          | RD           | unbekannt                            | Grabung 1951 |                                                    |
|      |     | Großsteingrab Gammelby-Eichtal 3                                   | Gammelby, OT Eichtal                          | RD           | unbekannt                            | |                                                    |
|      |     | Großsteingrab Gelting                                              | Gelting                                       | SL           |                                      | |                                                    |
|      |     | Großsteingrab Geltorf                                              | Geltorf                                       | SL           |                                      | |                                                    |
|      | 1   | Großsteingrab Glüsing LA 1                                         | Glüsing                                       | HEI          | unbekannt                            | |                                                    |
|      | 23  | Großsteingrab Glüsing LA 23                                        | Glüsing                                       | HEI          | vermutlich Ganggrab                  | |                                                    |
|      | 24  | Großsteingrab Glüsing LA 24                                        | Glüsing                                       | HEI          | unbekannt (vermutlich Großsteingrab) | |                                                    |
|      | 20  | Großsteingrab Gokels LA 20                                         | Gokels                                        | RD           | unbekannt (vermutlich Großsteingrab) | Funde von verbranntem Feuerstein |                                                    |
|      | 31  | Großsteingrab Gokels LA 31                                         | Gokels                                        | RD           | unbekannt (vermutlich Großsteingrab) | Funde von verbranntem Feuerstein |                                                    |
|      | 68  | Großsteingrab Gokels LA 68                                         | Gokels                                        | RD           | unbekannt                            | |                                                    |
|      | 71  | Großsteingrab Gokels LA 71                                         | Gokels                                        | RD           | unbekannt (vermutlich Großsteingrab) | Funde von verbranntem Feuerstein |                                                    |
|      | 16  | Großsteingrab Gönnebek 2                                           | Gönnebek                                      | SE           | Ganggrab                             | |                                                    |
|      | 18  | Großsteingrab Grauel LA 18                                         | Grauel                                        | RD           | unbekannt (vermutlich Großsteingrab) | |                                                    |
|      | 31  | Großsteingrab Grauel LA 31                                         | Grauel                                        | RD           | unbekannt (vermutlich Großsteingrab) | |                                                    |
|      | 34  | Großsteingrab Grauel LA 34                                         | Grauel                                        | RD           | unbekannt (vermutlich Großsteingrab) | |                                                    |
|      |     | Großsteingrab Großenbrode 3                                        | Großenbrode                                   | OH           | Ganggrab (Holsteiner Kammer)         | |                                                    |
|      | 17  | Großsteingrab Großenrade LA 17                                     | Großenrade                                    | HEI          | unbekannt (vermutlich Großsteingrab) | |                                                    |
|      | 21  | Großsteingrab Großenrade LA 21                                     | Großenrade                                    | HEI          | unbekannt                            | |                                                    |
|      | 23  | Großsteingrab Großenrade LA 23                                     | Großenrade                                    | HEI          | unbekannt (vermutlich Großsteingrab) | |                                                    |
|      | 27  | Großsteingrab Großenrade LA 27                                     | Großenrade                                    | HEI          | unbekannt (vermutlich Großsteingrab) | |                                                    |
|      | 39  | Großsteingrab Großenrade LA 39                                     | Großenrade                                    | HEI          | unbekannt                            | zerstörtes Langbett, Funde von verbranntem Feuerstein, Rollsteinen und Zwickelplatten |                                                    |
|      |     | Großsteingrab Großsolt                                             | Großsolt                                      | SL           |                                      | |                                                    |
|      |     | Großsteingrab Großsoltbrück                                        | Großsolt, OT Großsoltbrück                    | SL           |                                      | |                                                    |
| 37   |     | Großsteingrab Großsoltfeld („Die grauen Steine“)                   | Großsolt                                      | SL           |                                      | Drei Grabkammern in einem Hünenbett; in der Umgebung weitere Grabkammern |                                                    |
|      | 106 | Großsteingrab Grünhof-Tesperhude („Steenaben“)                     | Geesthacht, OT Grünhof und Tesperhude         | RZ           | unbekannt                            | mögliches Großsteingrab, Existenz nur durch Kartensignatur überliefert, zerstört nach 1764 |                                                    |
| 73   |     | Großsteingrab Güby                                                 | Güby                                          | RD           | Ganggrab                             | Grabung 1895, danach zerstört |                                                    |
|      | 15  | Großsteingrab Hägen                                                | Süderheistedt OT Hägen                        | HEI          | unbekannt (vermutlich Großsteingrab) | Funde von verbranntem Feuerstein und Abschlägen |                                                    |
|      | 5   | Großsteingrab Hamdorf LA 5                                         | Hamdorf                                       | RD           |                                      | |                                                    |
|      | 15  | Großsteingrab Hamdorf LA 15                                        | Hamdorf                                       | RD           | Polygonaldolmen                      | Grabung 1993 |                                                    |
|      | 17  | Großsteingrab Hamdorf LA 17                                        | Hamdorf                                       | RD           | unbekannt (vermutlich Großsteingrab) | Funde von Zwickelplatten |                                                    |
|      | 22  | Großsteingrab Hamdorf LA 22                                        | Hamdorf                                       | RD           | unbekannt (vermutlich Großsteingrab) | |                                                    |
|      | 31  | Großsteingrab Hamdorf LA 31                                        | Hamdorf                                       | RD           | unbekannt (vermutlich Großsteingrab) | |                                                    |
|      |     | Großsteingrab Hamdorf (ohne Nr.)                                   | Hamdorf                                       | RD           | vermutlich Polygonaldolmen           | |                                                    |
|      | 32  | Großsteingrab Hamwarde LA 32 („Dübels Backaben“)                   | Hamwarde                                      | RZ           | unbekannt                            | mögliches Großsteingrab, Reste 1937 entdeckt |                                                    |
|      | 41  | Großsteingrab Hamwarde LA 41                                       | Hamwarde                                      | RZ           | unbekannt                            | Hügelschüttung Mitte des 20. Jahrhunderts erhalten, vermutlich nach 1951 abgetragen |                                                    |
|      |     | Großsteingrab Handewitt                                            | Handewitt                                     | SL           |                                      | |                                                    |
|      | 1   | Großsteingrab Hanerau-Hademarschen LA 1                            | Hanerau-Hademarschen                          | RD           | unbekannt (vermutlich Großsteingrab) | |                                                    |
|      | 16  | Großsteingrab Hanerau-Hademarschen LA 16                           | Hanerau-Hademarschen                          | RD           | Dolmen                               | |                                                    |
|      | 6   | Großsteingrab Bohmstedt LA 6                                       | Haselund                                      | NF           | unbekannt                            | zerstört nach 1896 |                                                    |
|      | 10a | Großsteingrab Bohmstedt LA 10a                                     | Haselund                                      | NF           | unbekannt                            | zerstört nach 1896 |                                                    |
|      | 8   | Großsteingrab Hasenthal LA 8                                       | Geesthacht, OT Hasenthal                      | RZ           | unbekannt                            | mögliches Großsteingrab, Reste 1937 entdeckt |                                                    |
|      | 9   | Großsteingrab Hasenthal LA 9                                       | Geesthacht, OT Hasenthal                      | RZ           | unbekannt                            | mögliches Großsteingrab, Reste 1937 entdeckt |                                                    |
|      | 47  | Großsteingrab Haßmoor 4                                            | Haßmoor                                       | RD           |                                      | |                                                    |
|      |     | Großsteingräber bei Havetoft                                       | Havetoft                                      | SL           |                                      | mehrere zerstörte Gräber |                                                    |
|      | 8   | Großsteingrab Heilshoop                                            | Heilshoop                                     | OD           | unbekannt                            | Reste 1957 zerstört |                                                    |
|      | 19  | Großsteingrab Heinkenborstel                                       | Heinkenborstel                                | RD           | unbekannt (vermutlich Großsteingrab) | |                                                    |
|      |     | Großsteingrab Hemmelmark 14                                        | Barkelsby, OT Gut Hemmelmark                  | RD           |                                      | |                                                    |
|      |     | Großsteingrab Hemmelmark 15                                        | Barkelsby, OT Gut Hemmelmark                  | RD           |                                      | |                                                    |
|      |     | Großsteingrab Hemmelmark 16                                        | Barkelsby, OT Gut Hemmelmark                  | RD           |                                      | |                                                    |
|      |     | Großsteingrab Hemmelmark 17                                        | Barkelsby, OT Gut Hemmelmark                  | RD           |                                      | |                                                    |
|      |     | Großsteingrab Hennstedt 1                                          | Hennstedt                                     | HEI          | unbekannt                            | nach Aufzeichnungen Splieths |                                                    |
|      |     | Großsteingrab Hennstedt 2                                          | Hennstedt                                     | HEI          | unbekannt                            | nach Aufzeichnungen Splieths |                                                    |
|      | 22  | Großsteingrab Hennstedt LA 22                                      | Hennstedt                                     | HEI          | unbekannt                            | nach Ortsakte, evtl. mit einem der oben genannten identisch? |                                                    |
|      | 17  | Großsteingrab Hohenaspe LA 17                                      | Hohenaspe                                     | IZ           | vermutlich Steinkiste                | |                                                    |
|      | 18  | Großsteingrab Hohenaspe LA 18                                      | Hohenaspe                                     | IZ           | vermutlich Steinkiste                | |                                                    |
|      |     | Großsteingrab Hohenfelde                                           | Sehestedt, OT Hohenfelde                      | RD           |                                      | |                                                    |
|      | 87  | Großsteingrab Hohenlockstedt                                       | Hohenlockstedt                                | IZ           | unbekannt                            | |                                                    |
|      |     | Großsteingrab Hohenwestedt                                         | Hohenwestedt                                  | RD           |                                      | |                                                    |
|      |     | Großsteingrab Hoisdorf (2)                                         | Hoisdorf                                      | OD           | unbekannt (vermutlich Großsteingrab) | Reste 1927 zerstört |                                                    |
|      | 36  | Großsteingrab Hohn                                                 | Hohn                                          | RD           | unbekannt                            | |                                                    |
|      |     | Großsteingräber bei Holming                                        | Havetoft, OT Holming                          | SL           |                                      | mehrere Gräber |                                                    |
|      |     | Großsteingrab Hostrup                                              | Havetoft, OT Hostrup                          | SL           |                                      | |                                                    |
|      | 1   | Großsteingrab Hude LA 1 („Wedewe“)                                 | Hude                                          | NF           | erweiterter Dolmen                   | Grabung in den 1930er Jahren |                                                    |
|      | 3   | Großsteingrab Hude LA 3                                            | Hude                                          | NF           | unbekannt                            | geöffnet und zerstört im 19. Jahrhundert |                                                    |
|      | 4   | Großsteingrab Hude LA 4                                            | Hude                                          | NF           | unbekannt                            | geöffnet und zerstört im 19. Jahrhundert |                                                    |
|      | 2   | Großsteingrab Huje                                                 | Huje                                          | IZ           | Ganggrab                             | |                                                    |
|      |     | Großsteingrab Hülsenhain                                           | Waabs, OT Hülsenhain                          | RD           |                                      | |                                                    |
|      |     | Großsteingrab Husby                                                | Husby                                         | SL           |                                      | |                                                    |
|      | 5   | Großsteingrab Immenstedt                                           | Immenstedt                                    | HEI          | Dolmen                               | noch mehrere Findlinge vorhanden |                                                    |
|      | 2   | Großsteingrab Itzehoe                                              | Itzehoe                                       | IZ           | unbekannt (vermutlich Großsteingrab) | |                                                    |
|      | 8   | Großsteingrab Jevenstedt-Altenkattbek                              | Jevenstedt OT Altenkattbek                    | RD           | unbekannt (vermutlich Großsteingrab) | |                                                    |
|      | 11  | Großsteingrab Juliusburg („Resenbarg“)                             | Juliusburg                                    | RZ           | unbekannt                            | zerstört im 19. Jahrhundert |                                                    |
|      | 10  | Großsteingrab Kaaks LA 10                                          | Kaaks                                         | IZ           | unbekannt                            | |                                                    |
|      | 36  | Großsteingrab Kaaks LA 36                                          | Kaaks                                         | IZ           | unbekannt                            | |                                                    |
|      | 3   | Großsteingrab Kählstorf                                            | Berkenthin, OT Kählstorf                      | RZ           | unbekannt                            | zerstört 1885 |                                                    |
|      |     | Großsteingrab Kalleby                                              | Steinbergkirche, OT Kalleby                   | SL           |                                      | |                                                    |
|      |     | Großsteingrab Kampen 4                                             | Kampen (Sylt)                                 | NF (Sylt)    | Polygonaldolmen                      | Drei Grabkammern in einem Hünenbett; in den 1870er Jahren zerstört |                                                    |
|      | 2   | Großsteingrab Kastorf                                              | Kastorf                                       | RZ           | unbekannt                            | zerstört um 1908, mögliches zweites Großsteingrab nur durch Sage überliefert |                                                    |
|      |     | Großsteingrab Katharinenhof 6                                      | Fehmarn, OT Katharinenhof                     | OH (Fehmarn) |                                      | |                                                    |
|      |     | Großsteingrab Kembs 1                                              | Gremersdorf, OT Kembs                         | OH           | erweiterter Dolmen?                  | |                                                    |
|      |     | Großsteingrab Kembs 2                                              | Gremersdorf, OT Kembs                         | OH           | erweiterter Dolmen?                  | |                                                    |
|      | 2   | Großsteingrab Kittlitz LA 2 (1) („Reesenschlag“)                   | Kittlitz                                      | RZ           | unbekannt                            | zerstört im 19. Jahrhundert | Großsteingrab Kittlitz LA 2 (1)                    |
|      | 2   | Großsteingrab Kittlitz LA 2 (2) („Reesenschlag“)                   | Kittlitz                                      | RZ           | unbekannt (min. 4×)                  | zerstört im 19. Jahrhundert | Großsteingrab Kittlitz LA 2 (1)                    |
|      |     | Großsteingrab Klamp                                                | Klamp                                         | PLÖ          |                                      | |                                                    |
|      | 7   | Großsteingrab Klein-Dannewerk                                      | Dannewerk, OT Klein-Dannewerk                 | SL           |                                      | |                                                    |
|      |     | Großsteingrab Kleinhastedt (Großsteingrab Süderhastedt (ohne Nr.)) | Süderhastedt, OT Kleinhastedt                 | HEI          | unbekannt                            | |                                                    |
|      | 34  | Großsteingrab Kleinwolstrup 1                                      | Freienwill, OT Kleinwolstrup                  | SL           |                                      | |                                                    |
|      | 36  | Großsteingrab Kleinwolstrup 2                                      | Freienwill, OT Kleinwolstrup                  | SL           |                                      | |                                                    |
|      | 15  | Großsteingrab Klempau LA 15                                        | Klempau                                       | RZ           | unbekannt                            | mögliches Großsteingrab |                                                    |
|      | 18  | Großsteingrab Klempau LA 18                                        | Klempau                                       | RZ           | unbekannt                            | mindestens ein mögliches Großsteingrab, Funde geborgen |                                                    |
|      | 33  | Großsteingrab Kleve                                                | Kleve                                         | HEI          | unbekannt (vermutlich Großsteingrab) | Funde von verbranntem Feuerstein |                                                    |
|      |     | Großsteingrab Kluesries                                            | Flensburg, OT Klues                           | FL           |                                      | |                                                    |
|      | 21  | Großsteingrab Kochendorf                                           | Windeby, OT Kochendorf                        | RD           | erweiterter Dolmen                   | Grabung 1972 |                                                    |
|      | 86  | Großsteingrab Kosel                                                | Kosel                                         | RD           | Ganggrab                             | |                                                    |
| 35   |     | Großsteingrab Kronsgaard („Smaahus“)                               | Kronsgaard                                    | SL           | erweiterter Dolmen?                  | | Großsteingrab Kronsgaard                           |
|      |     | Großsteingrab Kröß 1                                               | Oldenburg in Holstein, OT Kröß                | OH           |                                      | |                                                    |
|      |     | Großsteingrab Kröß 2                                               | Oldenburg in Holstein, OT Kröß                | OH           |                                      | |                                                    |
|      |     | Großsteingrab Kröß 3                                               | Oldenburg in Holstein, OT Kröß                | OH           |                                      | |                                                    |
|      |     | Großsteingrab Kröß 4                                               | Oldenburg in Holstein, OT Kröß                | OH           |                                      | |                                                    |
|      | 13  | Großsteingrab Krummesse LA 13                                      | Krummesse                                     | RZ           | unbekannt                            | mögliches Großsteingrab |                                                    |
|      | 14  | Großsteingrab Krummesse LA 14                                      | Krummesse                                     | RZ           | unbekannt                            | mögliches Großsteingrab |                                                    |
|      |     | Großsteingrab Kücknitz (Fundstelle 77)                             | Lübeck, OT Kücknitz                           | HL           |                                      | |                                                    |
|      |     | Großsteingrab Kuden 1                                              | Kuden                                         | HEI          | unbekannt (vermutlich Großsteingrab) | Nummerierung nach Röschmann; Funde von verbranntem Feuerstein |                                                    |
|      |     | Großsteingrab Kuden 4                                              | Kuden                                         | HEI          | unbekannt (vermutlich Großsteingrab) | Nummerierung nach Röschmann; Funde von verbranntem Feuerstein |                                                    |
|      |     | Großsteingrab Kuden 13a                                            | Kuden                                         | HEI          | unbekannt (vermutlich Großsteingrab) | Nummerierung nach Röschmann |                                                    |
|      |     | Großsteingrab Langballig                                           | Langballig                                    | SL           |                                      | |                                                    |
|      | 105 | Großsteingrab Leezen-Krems I                                       | Leezen, OT Krems I                            | SE           | Ganggrab                             | |                                                    |
|      | 3   | Großsteingrab Lehmbek 1                                            | Borgstedt, OT Lehmbek                         | RD           |                                      | |                                                    |
|      | 1   | Großsteingrab Lehmbek 2                                            | Borgstedt, OT Lehmbek                         | RD           |                                      | |                                                    |
|      | 8   | Großsteingrab Lehmrade („Düwelsbackaben“)                          | Lehmrade                                      | RZ           | unbekannt                            | zerstört vor 1870, nördlich „regelmäßig aufgesetzte Findlinge“ gefunden (weiteres Grab?) |                                                    |
|      | 21  | Großsteingrab Lieth LA 21                                          | Lieth                                         | HEI          | unbekannt (vermutlich Großsteingrab) | |                                                    |
|      | 27  | Großsteingrab Lockstedt                                            | Lockstedt                                     | IZ           | unbekannt                            | |                                                    |
|      | 21  | Großsteingrab Luhnstedt                                            | Luhnstedt                                     | RD           | unbekannt (vermutlich Großsteingrab) | |                                                    |
|      |     | Großsteingrab Lunden                                               | Lunden                                        | HEI          |                                      | |                                                    |
|      |     | Großsteingräber bei Lütjenbrode                                    | Großenbrode, OT Lütjenbrode                   | OH           |                                      | mehrere zerstörte Gräber |                                                    |
|      | 18  | Großsteingrab Lütjensee                                            | Lütjensee                                     | OD           | unbekannt                            | zerstört um 1900 |                                                    |
|      |     | Großsteingrab Lütjenwestedt 1                                      | Lütjenwestedt                                 | RD           | unbekannt (vermutlich Großsteingrab) | |                                                    |
|      |     | Großsteingrab Lütjenwestedt 2                                      | Lütjenwestedt                                 | RD           | unbekannt (vermutlich Großsteingrab) | |                                                    |
|      |     | Großsteingrab Markerup                                             | Husby, OT Markerup                            | SL           |                                      | |                                                    |
|      | 33  | Großsteingrab Matzwitz (Großsteingrab Panker LA 33)                | Panker, OT Matzwitz                           | PLÖ          | Ganggrab (Holsteiner Kammer)         | zerstört vermutlich im 18. Jahrhundert, Reste 1985 untersucht |                                                    |
|      | 2   | Großsteingrab Mehlbek                                              | Mehlbek                                       | IZ           | unbekannt (vermutlich Großsteingrab) | |                                                    |
|      |     | Großsteingrab Mehlby                                               | Kappeln, OT Mehlby                            | SL           |                                      | |                                                    |
| 10   |     | Großsteingrab Morsum 1                                             | Sylt, OT Morsum                               | NF (Sylt)    | erweiterter Dolmen                   | 1905 zerstört | Standort der zerstörten Großsteingräber bei Morsum |
| 10   |     | Großsteingrab Morsum 2                                             | Sylt, OT Morsum                               | NF (Sylt)    | erweiterter Dolmen                   | 1905 zerstört | Standort der zerstörten Großsteingräber bei Morsum |
|      | 14  | Großsteingrab Mözen                                                | Mözen                                         | SE           | erweiterter Dolmen                   | |                                                    |
|      | 4   | Großsteingrab Mühbrook                                             | Mühbrook                                      | RD           |                                      | |                                                    |
|      |     | Großsteingrab Munkbrarup („Der Ringsberg“)                         | Munkbrarup                                    | SL           |                                      | |                                                    |
|      | 4   | Großsteingrab Müssen                                               | Müssen                                        | RZ           | unbekannt                            | zerstört im 19. Jahrhundert, Funde geborgen(?) |                                                    |
|      | 19  | Großsteingrab Mustin                                               | Mustin                                        | RZ           | unbekannt                            | Reste vermutlich nach 1951 zerstört |                                                    |
|      | 14  | Großsteingrab Neu Duvenstedt 4                                     | Neu Duvenstedt                                | RD           |                                      | |                                                    |
|      | 27  | Großsteingrab Neudorf-Bornstein 1                                  | Neudorf-Bornstein                             | RD           | erweiterter Dolmen                   | |                                                    |
|      | 39  | Großsteingrab Neudorf-Bornstein 2                                  | Neudorf-Bornstein                             | RD           |                                      | |                                                    |
|      |     | Großsteingrab Neudorf-Bornstein 3 (Fundstelle 11)                  | Neudorf-Bornstein                             | RD           | erweiterter Dolmen                   | |                                                    |
|      |     | Großsteingrab Neudorf-Bornstein 4 (Fundstelle 18)                  | Neudorf-Bornstein                             | RD           | erweiterter Dolmen                   | |                                                    |
|      |     | Großsteingrab Neuhaus                                              | Giekau, OT Neuhaus                            | PLÖ          |                                      | |                                                    |
|      |     | Großsteingrab Niebüll                                              |                                               | SL           |                                      | |                                                    |
| 34   |     | Großsteingrab Nieby                                                | Nieby                                         | SL           | unbekannt                            | | Großsteingrab Nieby                                |
|      |     | Großsteingrab Niehuus                                              | Harrislee, OT Niehuus                         | SL           |                                      | |                                                    |
|      | 4   | Großsteingrab Niendorf a. d. St.                                   | Niendorf a. d. St.                            | RZ           | unbekannt                            | Reste vermutlich nach 1951 zerstört, Funde geborgen |                                                    |
|      |     | Großsteingrab Nindorf                                              | Nindorf                                       | HEI          | unbekannt (vermutlich Großsteingrab) | |                                                    |
| 56   |     | Großsteingrab Norby                                                | Rieseby, OT Norby                             | RD           | erweiterter Dolmen                   | |                                                    |
|      | 7   | Großsteingrab Norderheistedt                                       | Norderheistedt                                | HEI          | unbekannt (vermutlich Großsteingrab) | |                                                    |
|      | 29  | Großsteingrab Oeversee LA 29                                       | Oeversee                                      | SL           | Ganggrab (2×)                        | zerstört im 19. und 20. Jahrhundert; Reste 2020/21 im Vorfeld von Bauarbeiten untersucht; Teil einer Gruppe von mindestens zwölf zerstörten Hügeln (wahrscheinlich alles Großsteingräber), nur ein benachbarter Hügel (LA 30) erhalten (wahrscheinlich auch Großsteingrab) | Großsteingrab Oeversee LA 29                       |
|      | 1   | Großsteingrab Offenbüttel LA 1                                     | Offenbüttel                                   | HEI          | unbekannt                            | |                                                    |
|      | 3   | Großsteingrab Offenbüttel LA 3                                     | Offenbüttel                                   | HEI          | unbekannt                            | |                                                    |
| 23   |     | Großsteingrab Ohrfeld 1                                            | Niesgrau, OT Ohrfeld                          | SL           |                                      | | Großsteingrab Ohrfeld 1                            |
|      |     | Großsteingrab Ohrfeld 2                                            | Niesgrau, OT Ohrfeld                          | SL           |                                      | |                                                    |
|      | 20  | Großsteingrab Oldendorf LA 20                                      | Oldendorf                                     | IZ           | unbekannt                            | Grabung 1976 |                                                    |
|      | 30  | Großsteingrab Oldendorf LA 30 (1)                                  | Oldendorf                                     | IZ           | unbekannt                            | 1850 zerstört |                                                    |
|      | 30  | Großsteingrab Oldendorf LA 30 (2)                                  | Oldendorf                                     | IZ           | unbekannt                            | 1850 zerstört |                                                    |
|      | 30  | Großsteingrab Oldendorf LA 30 (3)                                  | Oldendorf                                     | IZ           | unbekannt                            | 1850 zerstört |                                                    |
|      | 12  | Großsteingrab Oldersbek LA 12                                      | Oldersbek                                     | NF           | unbekannt                            | |                                                    |
|      | 15  | Großsteingrab Oldersbek LA 15                                      | Oldersbek                                     | NF           | unbekannt                            | Mitte des 20. Jahrhunderts noch Teile der Hügelschüttung erhalten |                                                    |
|      | 17  | Großsteingrab Oldersbek LA 17                                      | Oldersbek                                     | NF           | unbekannt                            | Mitte des 20. Jahrhunderts noch ein Stein erhalten |                                                    |
|      | 43  | Großsteingrab Oldersbek LA 43                                      | Oldersbek                                     | NF           | unbekannt                            | |                                                    |
|      | 44  | Großsteingrab Oldersbek LA 44                                      | Oldersbek                                     | NF           | unbekannt                            | |                                                    |
|      | 9   | Großsteingrab Olderup LA 9                                         | Olderup                                       | NF           | unbekannt                            | Mitte des 20. Jahrhunderts noch einige Findlinge erhalten |                                                    |
|      | 15  | Großsteingrab Olderup LA 15                                        | Olderup                                       | NF           | unbekannt                            | |                                                    |
|      | 26  | Großsteingrab Olderup LA 26                                        | Olderup                                       | NF           | unbekannt (2×?)                      | |                                                    |
|      | 28  | Großsteingrab Olderup LA 28                                        | Olderup                                       | NF           | unbekannt                            | |                                                    |
|      | 32  | Großsteingrab Olderup LA 32                                        | Olderup                                       | NF           | unbekannt                            | |                                                    |
|      | 2   | Großsteingrab Oster-Ohrstedt LA 2                                  | Oster-Ohrstedt                                | NF           | unbekannt                            | |                                                    |
|      | 3   | Großsteingrab Oster-Ohrstedt LA 3                                  | Oster-Ohrstedt                                | NF           | unbekannt                            | |                                                    |
|      | 11  | Großsteingrab Osterby                                              | Osterby                                       | RD           | erweiterter Dolmen                   | Grabung 1969 |                                                    |
| 160  | 1   | Großsteingrab Osterrade                                            | Bovenau, OT Osterrade                         | RD           | Ganggrab (Holsteiner Kammer)         | Grabung 1961 |                                                    |
|      | 2   | Großsteingrab Ottenbüttel                                          | Ottenbüttel                                   | IZ           | unbekannt (vermutlich Großsteingrab) | |                                                    |
|      |     | Großsteingrab Perdöl                                               | Belau (Gut Perdöl)                            | PLÖ          |                                      | |                                                    |
| 33   |     | Großsteingrab Philippstal                                          | Steinbergkirche, OT Roikier (Philippstal)     | SL           |                                      | | Großsteingrab Philippstal                          |
|      |     | Großsteingrab Pommerby (Schleswig-Flensburg)                       | Pommerby                                      | SL           |                                      | |                                                    |
|      |     | Großsteingrab Pommerby (Damp)                                      | Damp, OT Pommerby                             | RD           | Ganggrab                             | |                                                    |
|      |     | Großsteingrab Pötrau                                               | Büchen, OT Pötrau                             | RZ           | unbekannt                            | zerstört 1837, in der Nähe des möglichen Standorts später Funde geborgen |                                                    |
|      | 15  | Großsteingrab Poyenberg                                            | Poyenberg                                     | IZ           | unbekannt                            | |                                                    |
|      | 10  | Großsteingrab Puls LA 10                                           | Puls                                          | IZ           | unbekannt (vermutlich Großsteingrab) | |                                                    |
|      | 12  | Großsteingrab Puls LA 12                                           | Puls                                          | IZ           | unbekannt (vermutlich Großsteingrab) | |                                                    |
|      | 14  | Großsteingrab Puls LA 14                                           | Puls                                          | IZ           | unbekannt (vermutlich Großsteingrab) | |                                                    |
|      | 52  | Großsteingrab Puls LA 52                                           | Puls                                          | IZ           | unbekannt (vermutlich Großsteingrab) | |                                                    |
|      | 67  | Großsteingrab Puls LA 67                                           | Puls                                          | IZ           | unbekannt (vermutlich Großsteingrab) | |                                                    |
|      |     | Großsteingrab Quern                                                | Steinbergkirche, OT Quern                     | SL           |                                      | |                                                    |
|      |     | Großsteingrab Rabenkirchen                                         | Rabenkirchen-Faulück, OT Rabenkirchen         | SL           |                                      | |                                                    |
|      | 37  | Großsteingrab Ramsdorf 3                                           | Owschlag, OT Ramsdorf                         | RD           | vermutlich Großdolmen                | Grabung 1968 |                                                    |
|      | 1   | Großsteingrab Rastorf 4                                            | Rastorf                                       | PLÖ          |                                      | |                                                    |
|      | 38  | Großsteingrab Ratekau                                              | Ratekau                                       | OH           | Ganggrab                             | |                                                    |
|      | 14  | Großsteingrab Reinfeld LA 14                                       | Reinfeld (Holstein)                           | OD           | unbekannt                            | 1959 noch als existent geführt, vermutlich später zerstört |                                                    |
| 24   |     | Großsteingrab Ringsberg (Großsteingrab Ranmark)                    | Ringsberg                                     | SL           | Ganggrab                             | |                                                    |
|      | 84  | Großsteingrab Ritzerau                                             | Ritzerau                                      | RZ           | unbekannt                            | zerstört um 1900 |                                                    |
|      |     | Großsteingrab Röbsdorf                                             | Probsteierhagen, OT Röbsdorf                  | PLÖ          |                                      | |                                                    |
|      | 16  | Großsteingrab Rosdorf                                              | Rosdorf                                       | IZ           | Urdolmen                             | |                                                    |
|      |     | Großsteingrab Rüde                                                 | Munkbrarup, OT Rüde                           | SL           |                                      | |                                                    |
|      | 68  | Großsteingrab Schalkholz LA 68                                     | Schalkholz                                    | HEI          |                                      | mögliches zerstörtes Großsteingrab |                                                    |
|      | 72  | Großsteingrab Schalkholz LA 72                                     | Schalkholz                                    | HEI          | erweiterter Dolmen                   | Grabung 1941 |                                                    |
|      | 80  | Großsteingrab Schalkholz LA 80                                     | Schalkholz                                    | HEI          |                                      | |                                                    |
|      | 98  | Großsteingrab Schalkholz LA 98                                     | Schalkholz                                    | HEI          |                                      | mögliches zerstörtes Großsteingrab |                                                    |
|      | 100 | Großsteingrab Schalkholz LA 100                                    | Schalkholz                                    | HEI          |                                      | |                                                    |
|      |     | Großsteingrab Schlamersdorf                                        | Seedorf, OT Schlamersdorf                     | SE           |                                      | |                                                    |
| 229  |     | Großsteingrab Schmalensee 1                                        | Schmalensee                                   | SE           | erweiterter Dolmen                   | |                                                    |
|      |     | Großsteingrab Schmalensee 2                                        | Schmalensee                                   | SE           |                                      | |                                                    |
|      |     | Großsteingrab Schmalensee 3                                        | Schmalensee                                   | SE           |                                      | |                                                    |
|      |     | Großsteingrab Schmalensee 4                                        | Schmalensee                                   | SE           |                                      | |                                                    |
|      |     | Großsteingrab Schmalensee 5                                        | Schmalensee                                   | SE           |                                      | |                                                    |
|      |     | Großsteingrab Schmalensee 6                                        | Schmalensee                                   | SE           |                                      | |                                                    |
|      |     | Großsteingrab Schmalensee 7                                        | Schmalensee                                   | SE           |                                      | |                                                    |
|      |     | Großsteingrab Schmalensee 8                                        | Schmalensee                                   | SE           |                                      | |                                                    |
|      |     | Großsteingrab Schmalensee 9                                        | Schmalensee                                   | SE           |                                      | |                                                    |
|      |     | Großsteingrab Schmalensee 10                                       | Schmalensee                                   | SE           |                                      | |                                                    |
|      |     | Großsteingrab Schmalensee 11                                       | Schmalensee                                   | SE           |                                      | |                                                    |
|      |     | Großsteingrab Schmalensee 12                                       | Schmalensee                                   | SE           |                                      | |                                                    |
|      |     | Großsteingrab Schmalensee 13                                       | Schmalensee                                   | SE           |                                      | |                                                    |
|      |     | Großsteingrab Schmalensee 14                                       | Schmalensee                                   | SE           |                                      | |                                                    |
|      |     | Großsteingrab Schmalensee 15                                       | Schmalensee                                   | SE           |                                      | |                                                    |
| 287  |     | Großsteingrab Schönningstedt                                       | Reinbek, OT Schönningstedt                    | OD           | Ganggrab                             | |                                                    |
| 141  | 11  | Großsteingrab Schrum                                               | Schrum                                        | HEI          | vermutlich erweiterter Dolmen        | zwischen 1934 und 1961 zerstört |                                                    |
|      | 15  | Großsteingrab Schülldorf 1                                         | Schülldorf                                    | RD           |                                      | Grabung 1975 im Zuge eines Autobahnbaus |                                                    |
|      | 5   | Großsteingrab Schwesing 2                                          | Schwesing                                     | NF           |                                      | |                                                    |
|      | 6   | Großsteingrab Schwesing 3                                          | Schwesing                                     | NF           |                                      | |                                                    |
|      | 7   | Großsteingrab Schwesing 4                                          | Schwesing                                     | NF           |                                      | |                                                    |
|      | 8   | Großsteingrab Schwesing 5                                          | Schwesing                                     | NF           |                                      | |                                                    |
|      |     | Großsteingrab Seedorf                                              | Seedorf                                       | SE           |                                      | sechs Grabkammern in einem Hünenbett |                                                    |
|      | 28  | Großsteingrab Selk                                                 | Selk                                          | SL           |                                      | |                                                    |
|      | 32  | Großsteingrab Sörup-Möllmark                                       | Sörup, OT Möllmark                            | SL           |                                      | |                                                    |
|      | 1   | Großsteingrab Stafstedt LA 1                                       | Stafstedt                                     | RD           | unbekannt                            | |                                                    |
|      | 2   | Großsteingrab Stafstedt LA 2                                       | Stafstedt                                     | RD           | unbekannt                            | |                                                    |
|      | 2   | Großsteingrab Steenfeld                                            | Steenfeld                                     | RD           | unbekannt (vermutlich Großsteingrab) | |                                                    |
|      |     | Großsteingrab Steinberg                                            | Steinberg (Schleswig)                         | SL           |                                      | |                                                    |
|      |     | Großsteingrab Sterup                                               | Sterup                                        | SL           |                                      | |                                                    |
|      |     | Großsteingrab Stobdrup                                             | Niesgrau, OT Stobdrup                         | SL           |                                      | |                                                    |
|      |     | Großsteingrab Stöfs                                                | Behrensdorf (Ostsee), OT Stöfs                | PLÖ          |                                      | |                                                    |
|      | 66  | Großsteingrab Süderbrarup                                          | Süderbrarup                                   | SL           | erweiterter Dolmen                   | |                                                    |
|      | 3   | Großsteingrab Süderende                                            | Süderende                                     | NF (Föhr)    | Polygonaldolmen                      | |                                                    |
| 41   |     | Großsteingrab Süderfahrenstedt 1                                   | Süderfahrenstedt                              | SL           |                                      | |                                                    |
| 41   |     | Großsteingrab Süderfahrenstedt 2                                   | Süderfahrenstedt                              | SL           |                                      | |                                                    |
| 41   |     | Großsteingrab Süderfahrenstedt 3                                   | Süderfahrenstedt                              | SL           |                                      | |                                                    |
|      | 55  | Großsteingrab Sülfeld-Tönningstedt                                 | Sülfeld, OT Tönningstedt                      | SE           | erweiterter Dolmen                   | |                                                    |
|      | 8   | Großsteingrab Süderhastedt LA 8                                    | Süderhastedt                                  | HEI          | unbekannt                            | |                                                    |
|      | 10  | Großsteingrab Süderhastedt LA 10                                   | Süderhastedt                                  | HEI          | unbekannt                            | |                                                    |
|      |     | Großsteingrab Svenstrup 1                                          |                                               | SL           |                                      | |                                                    |
|      |     | Großsteingrab Svenstrup 2                                          |                                               | SL           |                                      | |                                                    |
|      |     | Großsteingrab Svenstrup 3                                          |                                               | SL           |                                      | |                                                    |
|      |     | Großsteingrab Tarbek 3                                             | Tarbek                                        | SE           |                                      | |                                                    |
|      |     | Großsteingrab Tellingstedt                                         | Tellingstedt                                  | HEI          | vermutlich erweiterter Dolmen        | |                                                    |
|      | 5   | Großsteingrab Tensbüttel-Röst LA 5                                 | Tensbüttel-Röst                               | HEI          | unbekannt                            | |                                                    |
|      | 6   | Großsteingrab Tensbüttel-Röst LA 6                                 | Tensbüttel-Röst                               | HEI          | unbekannt                            | |                                                    |
|      | 7   | Großsteingrab Tensbüttel-Röst LA 7                                 | Tensbüttel-Röst                               | HEI          | unbekannt                            | |                                                    |
|      | 12  | Großsteingrab Tensbüttel-Röst LA 12                                | Tensbüttel-Röst                               | HEI          | unbekannt                            | |                                                    |
|      | 19  | Großsteingrab Tensbüttel-Röst LA 19                                | Tensbüttel-Röst                               | HEI          | unbekannt                            | |                                                    |
|      | 26  | Großsteingrab Tensbüttel-Röst LA 26                                | Tensbüttel-Röst                               | HEI          | unbekannt                            | |                                                    |
|      | 38  | Großsteingrab Tensbüttel-Röst LA 38                                | Tensbüttel-Röst                               | HEI          | unbekannt                            | |                                                    |
|      |     | Großsteingrab Tensfeld 2                                           | Tensfeld                                      | SE           |                                      | |                                                    |
|      |     | Großsteingräber an der Tensfelder Au                               | Damsdorf/Seedorf                              | SE           |                                      | mehrere zerstörte Gräber zwischen Tensfelder Au und dem Stocksee |                                                    |
|      | 1   | Großsteingrab Thaden LA 1                                          | Thaden                                        | RD           | unbekannt (vermutlich Großsteingrab) | Deckstein noch im Untergrund erhalten |                                                    |
|      | 7   | Großsteingrab Thaden LA 7                                          | Thaden                                        | RD           | unbekannt                            | |                                                    |
|      | 9   | Großsteingrab Thaden LA 9                                          | Thaden                                        | RD           | unbekannt (vermutlich Großsteingrab) | |                                                    |
|      | 27  | Großsteingrab Thaden LA 27                                         | Thaden                                        | RD           | unbekannt (vermutlich Großsteingrab) | |                                                    |
|      | 57  | Großsteingrab Thaden LA 57                                         | Thaden                                        | RD           | unbekannt (vermutlich Großsteingrab) | |                                                    |
|      |     | Großsteingrab Thomsdorf                                            | Riepsdorf, OT Thomsdorf                       | OH           |                                      | |                                                    |
|      |     | Großsteingrab Tielenbrücke                                         | Tellingstedt                                  | HEI          |                                      | |                                                    |
|      | 29  | Großsteingrab Tralau                                               | Travenbrück, OT Tralau                        | OD           | erweiterter Dolmen                   | |                                                    |
|      |     | Großsteingrab Unewatt                                              | Langballig, OT Unewatt                        | SL           |                                      | |                                                    |
|      |     | Großsteingrab Utersum 2                                            | Utersum                                       | NF (Föhr)    | Sonderform                           | rechteckige Kammer mit zwei langen Gängen an den Schmalseiten; keine vergleichbaren Anlagen bekannt |                                                    |
|      |     | Großsteingrab Vaale 1                                              | Vaale                                         | IZ           |                                      | |                                                    |
|      |     | Großsteingrab Vaale 2                                              | Vaale                                         | IZ           |                                      | |                                                    |
|      |     | Großsteingrab Vaale 3                                              | Vaale                                         | IZ           |                                      | |                                                    |
|      |     | Großsteingrab Vaale 4                                              | Vaale                                         | IZ           |                                      | |                                                    |
|      | 26  | Großsteingrab Viöl 1                                               | Viöl                                          | NF           | erweiterter Dolmen                   | Grabung 1940er/50er Jahre |                                                    |
|      | 27  | Großsteingrab Viöl 2                                               | Viöl                                          | NF           | erweiterter Dolmen                   | Grabung 1940er/50er Jahre |                                                    |
|      | 28  | Großsteingrab Viöl 3                                               | Viöl                                          | NF           |                                      | |                                                    |
|      |     | Großsteingrab Vitzdorf                                             | Fehmarn, OT Vitzdorf                          | OH (Fehmarn) |                                      | |                                                    |
|      | 8   | Großsteingrab Wagersrott                                           | Wagersrott                                    | SL           |                                      | |                                                    |
|      |     | Großsteingrab Wanderup                                             | Wanderup                                      | SL           |                                      | |                                                    |
|      |     | Großsteingrab Wattenbek                                            | Wattenbek                                     | RD           |                                      | |                                                    |
|      |     | Großsteingrab Wedel                                                |                                               | RD           |                                      | |                                                    |
| 16   |     | Großsteingrab Wees                                                 | Wees, OT Wees-Bahnhof                         | SL           | Dolmen                               | |                                                    |
|      | 12  | Großsteingrab Wenningstedt 2                                       | Wenningstedt-Braderup (Sylt)                  | NF (Sylt)    |                                      | Grabung 1939 im Zuge der Flugplatz-Erweiterung |                                                    |
|      | 11  | Großsteingrab Wentorf bei Hamburg LA 11                            | Wentorf bei Hamburg                           | RZ           | unbekannt                            | Reste 1914 dokumentiert |                                                    |
|      | 26  | Großsteingrab Wentorf bei Hamburg LA 26                            | Wentorf bei Hamburg                           | RZ           | unbekannt                            | Reste 1914 dokumentiert |                                                    |
|      | 27  | Großsteingrab Wentorf bei Hamburg LA 27                            | Wentorf bei Hamburg                           | RZ           | vermutlich Urdolmen                  | zerstört um 1925 |                                                    |
| 32   |     | Großsteingrab Weseby                                               | Hürup, OT Weseby                              | SL           | unbekannt                            | | Großsteingrab Weseby                               |
|      | 15  | Großsteingrab Wester-Ohrstedt LA 15                                | Wester-Ohrstedt                               | NF           | unbekannt                            | Reste 1949 zerstört |                                                    |
|      | 22  | Großsteingrab Wester-Ohrstedt LA 22                                | Wester-Ohrstedt                               | NF           | unbekannt                            | |                                                    |
|      | 26  | Großsteingrab Wester-Ohrstedt LA 26                                | Wester-Ohrstedt                               | NF           | vermutlich Ganggrab                  | |                                                    |
|      | 10  | Großsteingrab Westerholm                                           | Steinbergkirche, OT Westerholm                | SL           |                                      | 2 Gräber? |                                                    |
|      | 6   | Großsteingrab Windbergen LA 6                                      | Windbergen                                    | HEI          | unbekannt (vermutlich Großsteingrab) | Funde von verbranntem Feuerstein |                                                    |
|      | 23  | Großsteingrab Windbergen LA 23                                     | Windbergen                                    | HEI          | unbekannt (vermutlich Großsteingrab) | Funde von verbranntem Feuerstein |                                                    |
|      | 34  | Großsteingrab Windbergen LA 34                                     | Windbergen                                    | HEI          | unbekannt (vermutlich Großsteingrab) | Funde von zerschlagenem Gestein |                                                    |
| 161  |     | Großsteingrab Wittenbergen („Opferstein“, „Riesengrab“)            | Hamdorf, OT Wittenbergen                      | RD           | Ganggrab                             | | Großsteingrab Wittenbergen                         |
|      |     | Großsteingrab Wittkiel                                             | Stoltebüll                                    | SL           |                                      | |                                                    |
|      | 10  | Großsteingrab Worth LA 10                                          | Worth                                         | RZ           | unbekannt                            | |                                                    |
|      | 16  | Großsteingrab Worth LA 16                                          | Worth                                         | RZ           | unbekannt                            | |                                                    |
|      | 21  | Großsteingrab Worth LA 21                                          | Worth                                         | RZ           | unbekannt                            | |                                                    |
|      |     | Großsteingrab Wulfen (Fehmarn)                                     | Fehmarn, OT Wulfen                            | OH (Fehmarn) | erweiterter Dolmen                   | zwei Grabkammern in einem Hünenbett; 2010 wurde ein Nachbau errichtet | Großsteingrab Wulfen (Nachbau)                     |